# 菅原伝授手習鑑

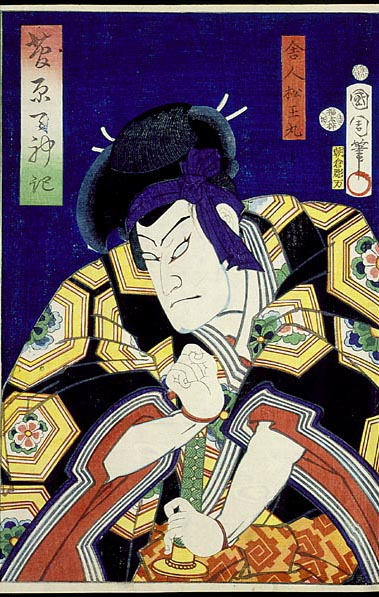
「菅原天神記」　四代目中村芝翫の舎人松王丸。「寺子屋」での松王丸の姿を描く。豊原国周画。

『菅原伝授手習鑑』（すがわらでんじゅてならいかがみ）とは、人形浄瑠璃および歌舞伎の演目のひとつ。五段続。延享3年（1746年）8月、大坂竹本座初演。初代竹田出雲・竹田小出雲・三好松洛・初代並木千柳の合作。平安時代の菅原道真の失脚事件（昌泰の変）を中心に、道真の周囲の人々の生き方を描く。歌舞伎では四段目切が『寺子屋』（）の名で独立して上演されることが特に多く、上演回数で群を抜く歌舞伎の代表的な演目となっている。

## 主な登場人物
『菅原伝授手習鑑』の主な登場人物は以下の通り。
- 菅丞相（） : 菅原道真がモデル。右大臣で、高潔かつ英明な人物故に悲運をたどる。「丞相」は本来「じょうしょう」と読むが、本作では「しょうじょう」という。
- 藤原時平（） : 藤原時平がモデル。左大臣で、菅丞相の政敵。天下を覆そうと狙う。実在の「時平」は「ときひら」と読むが、本作では「しへい」という。
- 斎世親王（） : 真寂法親王がモデル。醍醐天皇の弟。
- 苅屋姫（） : 菅丞相の養女。
- 三善清貫（） : 時平の側につく公家。
- 御台所（） : 御台様（）とも。菅丞相の正室。なお歌舞伎では「園生の前」（）などという名が付いているが、原作の浄瑠璃においてはこの人物に名は無い。
- 菅秀才（） : 菅丞相と御台所との間の子。七歳。
- 武部源蔵（） : 以前は菅丞相の家来で、またその書道の弟子でもあったが、過去に問題を起こし丞相に勘当され、現在は寺子屋を開いてそれを身過ぎにしている。
- 戸浪（） : 源蔵の妻。これも以前腰元として菅丞相の家に仕えていたが、源蔵とともに館を追われた。
- 左中弁希世（） : 平希世がモデル。源蔵と同じく菅丞相の書道の弟子。だが丞相が失脚すると時平の側に寝返る。
- 判官代輝国（） : 宇多法皇に仕える情ある武士。流罪となった菅丞相を護送する役目を負う。
- 覚寿（） : 菅丞相の伯母、苅屋姫の実母で厳格な老女。
- 立田の前（） : 覚寿の娘で苅屋姫の実の姉。
- 宿禰太郎（） : 立田の夫。だが父親の土師兵衛とともに時平の側に与し、菅丞相を殺そうとする。
- 土師兵衛（） : 宿禰太郎の父。時平側につく悪人。
- 梅王丸（） : 三つ子の長男。菅丞相の舎人、腕っ節が強い。
- 春（） : 梅王丸の妻。
- 松王丸（） : 三つ子の次男。 藤原時平の舎人、兄弟の中の切れ者。
- 千代（） : 松王丸の妻。
- 小太郎（） : 松王丸と千代の子。
- 桜丸（） : 三つ子の三男。斉世親王の舎人で、優しい気立て。
- 八重（） : 桜丸の妻。
- 四郎九郎（） : 百姓で三つ子の父親。七十の祝いに白太夫（）と改名する。菅丞相の所領である佐太村で隠居生活を送っている。三つ子は菅丞相の計らいで貴人の舎人（牛車の牛飼）となった。

## あらすじ

### 初段
（大序・大内の段）醍醐天皇の御代のこと。渤海国の僧天蘭敬が朝廷に参上し、唐土の僖宗皇帝が日本の帝の絵姿を欲しているので、天蘭敬に帝の絵姿を描かせてほしいという。しかし醍醐帝は折悪しく風邪気味であった。すると左大臣の藤原時平は自分が帝の代わりとして、絵のモデルになろうと言い出し帝への逆意をほのめかすが、右大臣菅原道真こと菅丞相はそれを諌め、見舞いに参内していた弟の斎世親王を絵のモデルとしたらどうかと提案し、また仔細を聞いた帝も斎世親王を自分の代わりとするよう、内侍を通じて命じた。帝の装束である金冠白衣姿の斎世親王を天蘭敬は描き退散する。だが事が思い通りに行かず憤る時平は金冠白衣を斎世親王から剥ぎ取り、持って行こうとするのを、菅丞相に「誤って謀叛の名をとり給うか」と諌められる。書道の名人とされる菅丞相にはさらにその筆法をしかるべき弟子に伝えるようにとの勅命が下る。
（加茂堤の段）菅丞相の所領佐太村の百姓である四郎九郎には梅王丸、松王丸、桜丸という三つ子の息子たちがいた。いずれも公家が乗る牛車を扱う舎人として梅王丸は菅丞相に、松王丸は藤原時平に、そして桜丸は斎世親王に仕えていた。今日は帝の病気平癒の祈願に、帝の代参として斎世親王、時平の代理として三善清貫、菅丞相の代理として左中弁希世が揃って加茂社に参詣している。
梅王、松王、桜丸の三人はそれぞれ牛飼いとして供をしていたが、桜丸は梅王と松王を体よくその場から去らせると、桜丸の妻八重が斎世親王に恋焦がれる菅丞相の養女苅屋姫を連れてきた。その場に曳いてきた牛車には親王がひそみ、桜丸たちは姫を牛車に入れて親王と姫との恋を取持つ。だがそこへ清貫が仕丁を率い、神事の途中に抜け出した斎世親王を捕らえんとし、牛車の中に親王ありと見て仕丁たちが中を改めようとする。桜丸はそれらを蹴飛ばし跳ね飛ばし追い払うも気がつくと牛車の中はもぬけの殻、親王と姫は駆け落ちしてしまったのだった。驚いた桜丸は八重に後のことを託して二人のあとを追い、八重はその場に残された牛車を曳いて帰る。
（筆法伝授の段）菅丞相は筆法伝授の勅命を受け、どの弟子に自分の筆法を伝えるべきかを思案するため斎戒沐浴し、注連縄を張り巡らした自邸の一室に篭っている。弟子の一人である左中弁希世は自分こそが菅丞相から筆法の伝授を受ける者だとうぬぼれ、今日も今日とて腰元に戯れかかり菅丞相の御台所にたしなめられる始末。そこに以前菅丞相に仕えていた武部源蔵が、その妻の戸浪とともに呼ばれる。源蔵はその昔、同じく腰元として当家に仕えていた戸浪と恋仲になったのが露見し、丞相に勘当され戸浪ともども館を追われたのだった。いまは身貧に迫り、寺子屋の師匠をしながらかつがつ暮らしている。だが菅丞相は源蔵のほかに筆法を伝える者はないと考え、改めて自らの目の前で文字を書かせた上で、伝授の一巻を渡す。源蔵は喜ぶが、菅丞相は伝授は伝授、勘当は勘当と、源蔵の勘当を許さなかった。
そこへ内裏より、菅丞相に急ぎ参内せよとの知らせが来る。丞相は急な呼び出しにいぶかりながらも、衣冠に着替えて出かけようとすると丞相の冠が落ちた。なにか不吉の前触れか…と思いながらも丞相は出掛け、源蔵と戸浪は丞相との別れを惜しみながらも館を立ち退くのであった。
（築地の段）菅丞相の供をしていた梅王丸が、大慌てで菅丞相の館へと駆けてきた。やがて菅丞相が鉄棒や割り竹を持った役人たちに囲まれながら、徒歩で自らの館の門前まで来る。丞相を同道してきた三善清貫によれば、加茂社での斎世親王と苅屋姫の密会が露見し、それが菅丞相による皇位簒奪の企みとされ、菅丞相は官位剥奪のうえ流罪との処分が決まったというのである。希世は時平に寝返って丞相を割り竹で打とうとするが、却って梅王丸に突き飛ばされる。しかしなおも希世を殴ろうとする梅王を丞相は止め、朝廷に手向かいしてはならない、それを聞かぬ者は七生までの勘当ぞという。梅王もこの言葉には致し方なく、丞相とともに門内に入ると館は閉門となった。
そんな中、丞相の大事を知った源蔵と戸浪が現われ、源蔵は希世や清貫たちを追い払う。源蔵が来たことに気付いた梅王丸は、せめて菅丞相の子息菅秀才だけでも落ち延びさせようという源蔵の言葉に従い、塀の中から菅秀才を源蔵たちに渡す。それを役人に見つかるも、源蔵は役人を斬り捨て戸浪とともに菅秀才を連れ、落ち延びて行くのだった。

### 二段目
（道行詞甘替〈みちゆきことばのあまいかい〉）桜丸は飴売りに身をやつし、その荷の中に斎世親王と苅屋姫を忍ばせている。桜丸は親王と姫に追いつき、姫の実母である河内国土師の里に住む覚寿を頼ろうとしていた。だが飴を買う人々の口から菅丞相が九州へ流罪となり、今は摂津国安井の浜にいるとの噂を聞いて驚き、菅丞相のもとへと向かう。
（安井汐待の段）摂津安井の浜で九州へ行く船を汐待ちのため、護送中の菅丞相は牢輿に入れられたまま留まっている。そこへ桜丸に連れられて斎世親王と苅屋姫が現れ、自分たちのせいで菅丞相がかかる身の上に陥ったことを嘆く。だが丞相は今は罪人であるわが身を憚って、人々に声を掛けることが出来なかった。姫の実の姉立田の前が来て、菅丞相には近くの土師の里の覚寿の館に立ち寄り休息してほしいという。警固の武士判官代輝国の心遣いもあって菅丞相は覚寿のもとへ行くことになったが、姫は覚寿が身柄を預かることになり、親王は宇多法皇が身柄を預かることになって桜丸とともに京へと向かい、みなそれぞれ別れを惜しみつつその場を立つ。
（杖折檻の段）夜も更けた覚寿の館では、別れの前にせめて一目父にあいたいと苅屋姫が姉の立田と話をしている。そこへ覚寿が現われ、色恋により丞相を失脚させた憎いやつと、姫を杖で散々に殴る。だが一間の内から菅丞相が、「卒爾の折檻し給うな」と声を掛ける。丞相の情に覚寿は涙して杖を捨て、姫は父丞相に対面せんと一間の障子を開け放つが、そこに丞相の姿はなく、あるのは丞相の姿を写した木像であった。この木像は覚寿の所望により、丞相に形見としてその姿を残してほしいと願ったところ、丞相自らが己れの姿を刻んだものである。覚寿は、菅丞相が勅勘を受けた罪人であるわが身を憚って、姫に直接会うことなく一間のうちより様子をうかがい声を掛けたのだろうと考えたが、じつはこれは、このあと起こる「奇跡」の前触れであった…。

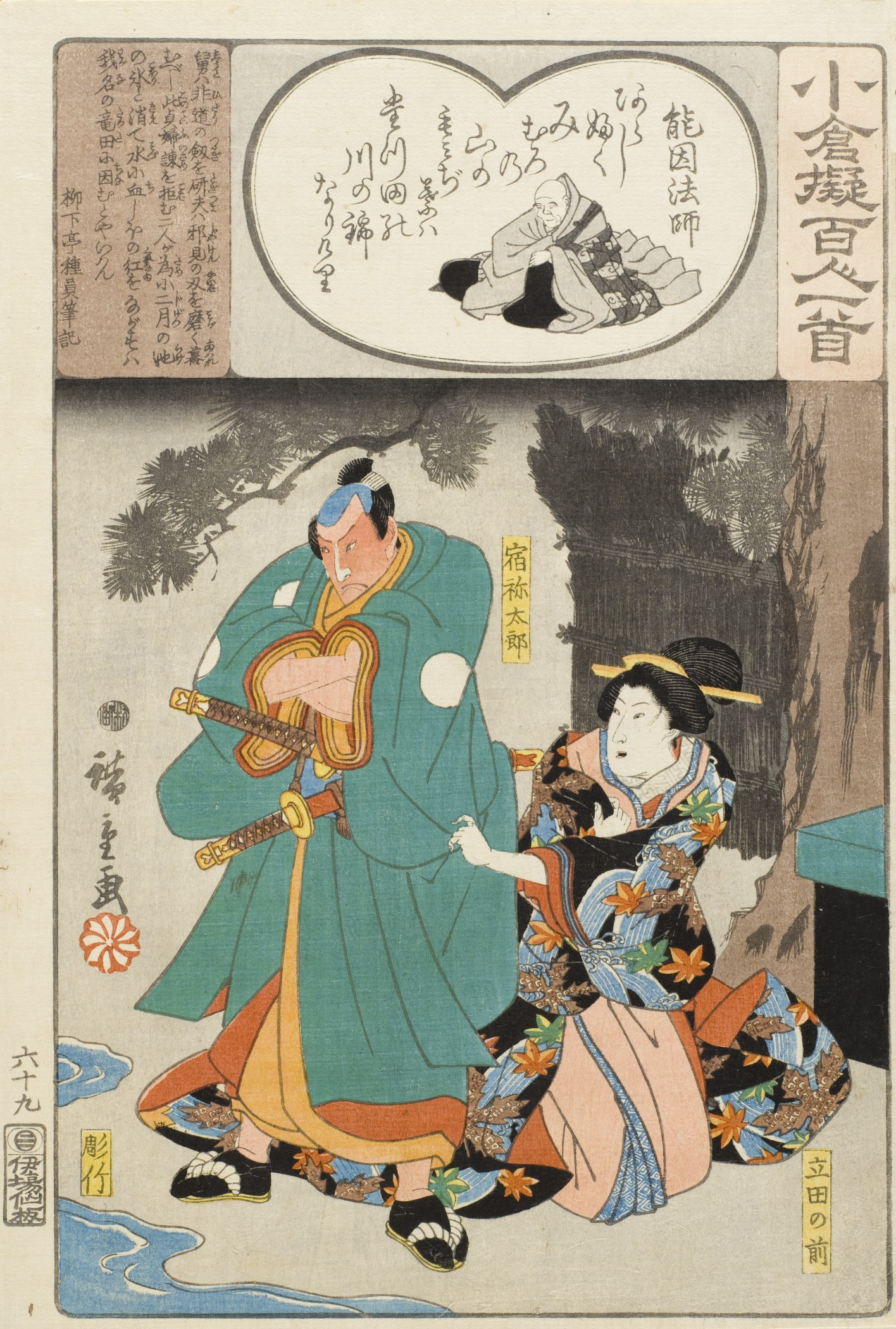
「小倉擬百人一首」　宿祢太郎と立田の前。夫と舅が菅丞相を殺そうとする企みを聞いた立田は、ふたりを止めようとするが…。歌川広重画。

（東天紅〈とうてんこう〉の段）立田の夫である宿禰太郎と、その父の土師兵衛は時平の側に一味していた。太郎たちは鶏を通常よりも早く鳴かせて夜明けと思わせ、それによって丞相を館より連れ出したのちに殺そうとしていたのである。だがそれを立田に聞かれたので、太郎と兵衛は立田をだまし討ちにして殺し、その死骸を館の庭の池に投げ込んで隠す。そのとき兵衛は鶏を鳴かす工夫を思いつく。すなわち鶏は死骸を近づけても鳴くことから、鶏を挟箱の蓋に乗せて池に浮かべると、はたして鶏は鳴いて時を告げた。
（丞相名残の段）鶏が鳴いたので夜が明けたと人々は思い、覚寿は丞相と名残の盃を交わした。兵衛たちがかねて用意していた計略により、偽の迎えの者達が輿を持って館に現われたので菅丞相はそれに乗り込み、一行は去る。だが立田の姿が見えないのを覚寿は不審に思い、館の中を下部を使って捜索したところ、池の中から斬り殺された姿で見つかった。覚寿はもとより苅屋姫も立田の非業の死を嘆く。宿禰太郎は立田の死骸を池から引き上げた下部こそ下手人であろうと引っ立てようとするが、立田の死骸が口に太郎の着物の袖端を噛み千切って含んでいることに覚寿は気付き、夫の太郎こそ立田を殺した下手人と、その腹に刀を突っ込む。苦しむ太郎。
そこへ判官代輝国が、丞相を迎えにやってきた。だが丞相はもういない。宿禰太郎をはじめとする館の騒動を見た輝国は、偽の迎えが丞相を連れて行ったのだと気付き、大慌てでそのあとを追いかけようとする。そのとき、「判官まず待たれよ」と一間のうちより声を掛けて現われたのは、ほかならぬ菅丞相であった。最前丞相を見送ったはずの覚寿はその姿にびっくりする。さらに偽迎えの者達が再び来たとの知らせ。輝国は丞相とともに一間の内に隠れる。
偽迎えの輝国の名代だと名乗る偽役人が、自分たちが受け取ったのは同じ菅丞相でも木像の菅丞相だ、本物の菅丞相を渡せという。ではその木像を見せよという覚寿に、サア見せようと偽役人は輿を開けた。ところが、輿の中からしずしずと現われたのは木像ならぬ生身の菅丞相だったのである。偽役人も覚寿もびっくりする。偽役人はあわてながらも再び丞相を輿へと戻すが、ふと斬られて苦しむ宿禰太郎の姿をみて事が露見したのだと驚き、そこに輝国も出てきたので、偽迎えの一行は輿を残してひとり残らず逃げ出した。兵衛も、もはやかくなるうえは破れかぶれと斬りかかるが、輝国に取り押さえられる。
覚寿は、いつ輿の中に丞相は移ったのだろうといぶかりながらも、その中から丞相を出そうとする。だが覚寿はまたも驚愕する。その輿の中にあったのは、なんと丞相が覚寿のために自ら刻んだ木像ではないか。そして驚かせ給うなと、一間より声を掛けて姿を現わしたのも菅丞相。あまりのことに覚寿も輝国も呆然とするばかりである。菅丞相は絵画や彫刻に魂が乗り移った古今の例をあげ、自分が覚寿のためにと心を込め、三度も作り直して彫り上げたものなので自ずと魂が入り、身替りとなって自らを助けたのであろうと物語る。

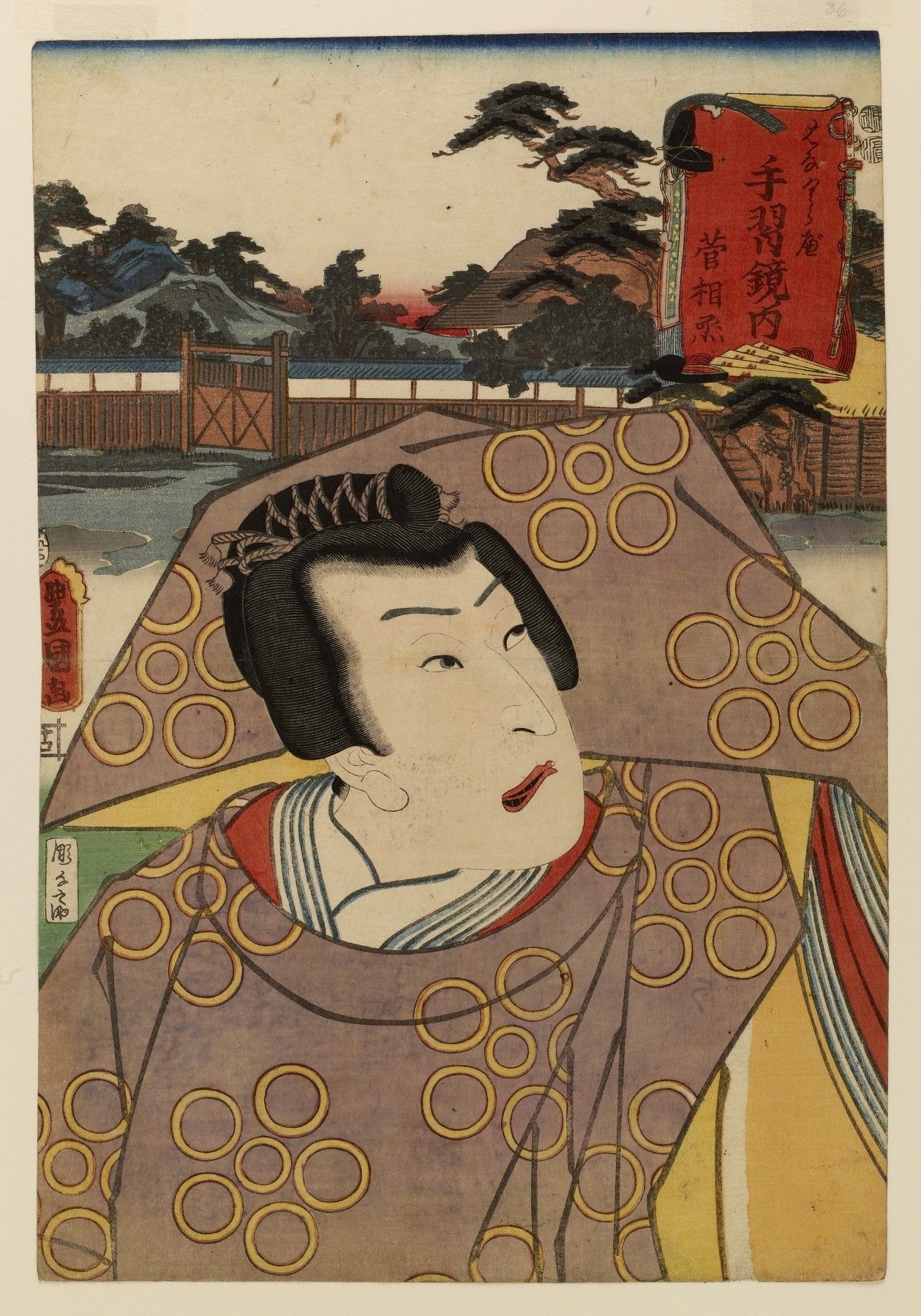
「はなくらべ手習鏡ノ内　菅相丞」　五代目澤村長十郎の菅丞相。「丞相名残」の最後で、なお苅屋姫のことを思い袖を巻き上げて振り返るという「天神見得」の姿を描く。三代目歌川豊国画。

出立の刻限が来た。そのとき覚寿は丞相に、配所での寒さしのぎにと伏籠に掛かった小袖を送ろうとする。だがその伏籠のなかには苅屋姫がいた。すなわち姫もともにという覚寿の心遣いであったが、それと気付いた丞相は、小袖の受取りを辞退し立とうとする。伏籠のなかの姫は思わず泣き声を上げた。それを聞いた丞相も姫との別れを心では悲しみつつも、「なけばこそ　別れを急げ　とりの音の　聞えぬさとの　暁もがな」と詠み、輝国に付き添われて九州の配所へと向かうのであった。

### 三段目
（車曳〈くるまびき〉の段）菅丞相は流罪となり、斎世親王は法皇のもとに預けられたことで梅王丸と桜丸は主を失い、いまは浪人の身の上である。ある日ふたりは往来でばったりと出会い、親王や姫のこと、また流罪となった菅丞相の身の上などについて涙しつつ語り合うのだった。そこへ雑色が先払いに、左大臣時平公が吉田神社へ参詣するために道を通る、片寄れと厳つい声で言い捨て去って行く。これを聞いた梅王と桜丸はいまこそ時平に返報と、やってきた時平の牛車を襲う。だが時平付きの牛飼いである松王丸が二人を阻む。互いに牛車をやるやらぬと曳き合ううち、牛車の中より金冠白衣の時平が姿を見せ、「ヤア牛扶持食らう青蠅めら、轅（ながえ）にとまって邪魔ひろがば、轍（わだち）にかけて敷き殺せ」という。牛車は大破し、梅王と桜丸は折れた轅を持って時平を打とうとするが、「ヤア時平に向い推参なり」とくわっと睨んだその眼力にふたりは動けなくなる。結局梅王、松王、桜丸の三人は、来月行われる親四郎九郎の賀の祝での再会を期して別れる。
（茶筅酒〈ちゃせんざけ〉の段）四郎九郎の隠居所には菅丞相の御愛樹とて梅、松、桜の木があった。四郎九郎は七十の賀を機に、名を白太夫と改めた。そこに近所の百姓十作がきて白太夫と話をしている。今日は白太夫の七十の賀の祝いに、三つ子とその妻達が集まることになっており、十作の家もその祝いの相伴に茶筅で酒塩を付けた餅を貰ったなどと話すうち、桜丸の女房八重が来たので十作は帰っていった。やがて梅王丸の女房お春と、松王丸の女房千代も訪れ、道で摘んだタンポポや嫁菜も使っての祝いの料理を、八重もいっしょになって作るのだった。
だが白太夫は、十作から梅王、松王、桜丸の三人が吉田社で喧嘩沙汰を起こしたこと（車曳）を聞いていた。そのことを嫁たちに問うが、春も千代も八重もどう答えたものかと困惑するばかりである。祝いの膳も出来たのに、その三人の息子たちはまだ見えない。ならば自分は氏神様にお参りに行こうと、白太夫は出かけていった。
（喧嘩の段）やがて松王丸が、そのあと少し遅れて梅王丸がやってきた。しかし菅丞相にとっては敵の時平に仕えている松王丸と、それが面白くない梅王丸は女房たちが止めるのも聞かず取っ組みあいとなり、そのはずみで庭の菅丞相遺愛の桜の木を折ってしまう。
そこへ白太夫が戻る。梅王と松王は桜の木を折ったことを叱られると思ったが、桜が折れているのを見たはずの白太夫はなぜか何もいわなかった。梅王丸は白太夫に、九州に下って菅丞相にお仕えしたいという。しかし白太夫は、まずは行方の知れぬ御台様や菅秀才様たちをお尋ねしろ、丞相様の所には自分が行くといって許さない。松王は、親白太夫から勘当を受けたいと願い出る。親兄弟とは縁を切って、時平に忠義を尽くすというので白太夫は怒り、その願い聞き届けてやるから出て行け、梅王も出て行けと、八重を残してみな追い出されてしまった。梅王と松王それぞれの夫婦は致し方なく帰る。

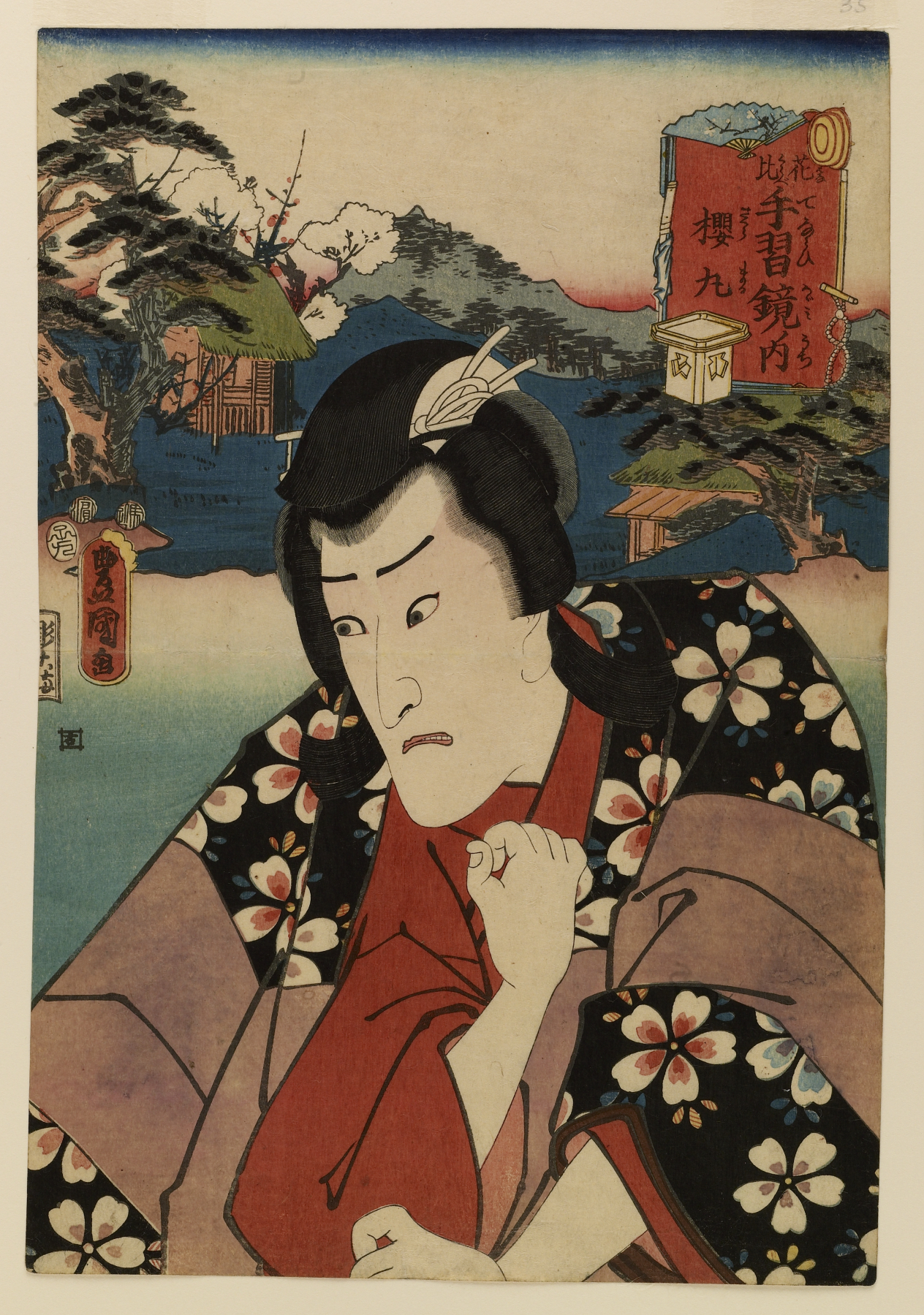
「花比手習鏡ノ内　桜丸」　三代目尾上菊五郎の桜丸。肌を脱いで切腹しようとする姿を描く。三代目豊国画。

（桜丸切腹の段）白太夫も奥に引っ込んでしまい、ひとり残された八重が落ち着かぬ気持でいると、桜丸が刀を片手に納戸より現われた。八重はびっくりしてなぜ今まで出てこなかったのかと桜丸に問う。だがそこへさらに、白太夫が腹を切る刀を三宝に載せ、桜丸の前に据えた。桜丸は切腹するのである。この様子に八重はまたびっくりし、なぜ死なねばならぬのかとその訳を涙ながらに尋ねた。
桜丸は語る。自分たち兄弟が厚く目をかけられ、可愛がってもらった菅丞相は、自分が斎世親王と苅屋姫との恋を取り持ったばかりに謀叛の汚名を着せられ、遠い筑紫へと流罪になってしまった。この事件の責任をとるべく自害を決意し、じつは今朝早々にこの隠居所を尋ね、親白太夫に自害の覚悟を伝えていたというのである。それで白太夫もいままで桜丸を納戸に隠し置き、また梅王松王が桜の木を折ったのを咎めなかったのも、桜丸はもはや自害するより道はないという先触れであると見たからであった。息子に先立たれる白太夫の悲哀。
やがて桜丸は腹に刀を突っ込み、自害して果てた。八重は夫のあとを追おうと、桜丸が使った刀を取って自害しようとするが、そこへ帰ったはずの梅王丸とお春が出てきて八重をとめる。ふたりは桜丸がいつまでたっても来ないことや、丞相愛樹の桜が折れたことを白太夫が咎めなかったのを不審に思い、今まで近くに潜んで様子をうかがっていたのである。梅王夫婦も桜丸の死を嘆く。白太夫は梅王たちにあとのことを任せ、桜丸を失った悲しみをこらえつつも九州の配所にいる菅丞相のもとへと、すぐに旅立つのであった。

### 四段目
（筑紫配所の段）白太夫は筑紫に下り菅丞相のそば近くに仕え、丞相は配所で心静かに配流の日々を送っていた。今日も白太夫が引く牛の背に乗りながら、安楽寺へと参詣に向う。寺に着くと住職が丞相を出迎え、ちょうど梅の花見時でもあったところから、梅の花を見ながらのもてなしを丞相は受けるのであった。ところがそこに喧嘩だという声がして、刀を抜いて斬り合う者たちが乱入するが、その一方をよく見ればなんと梅王丸。梅王丸はとど相手をねじ伏せ捕らえる。
梅王丸は丞相に挨拶し、菅秀才と御台の身柄は武部源蔵と八重、お春が保護していることを知らせた。さらに今斬りあいをしていたのは時平の家来鷲塚平馬で、昨日筑紫へ下る船の中で一緒になったが、平馬ははるばるこの筑紫まで、丞相を殺す時平の命を帯びてやってきたのである。丞相は梅王の働きを誉めたが、今の三つ子たちの境涯を嘆き、「梅は飛び　桜は枯るる　世の中に　なにとて松の　つれなかるらん」と詠む。
だが菅丞相は平馬の口から、時平が帝や法皇を押し込めて天下を覆そうとする陰謀を聞くと顔色を怒りに変え、手にした梅の枝で平馬を打つと平馬の首が落ちた。さらに「魂魄雲居に鳴るいかづち…首領となって眷属を引きつれ、都に上り謀叛の奴ばら引き裂き捨てん」と、白太夫たちが驚き取り付くのも撥ね退け、突風の吹きすさぶ中でついに天神と化し、天へと昇るのであった…
（北嵯峨の段）…というのは、菅丞相の御台が見た夢であった。
ここは北嵯峨、御台が八重やお春と共に潜伏する隠れ家である。目を覚ました御台は八重たちに今見た夢の話をする。そういえば最前から胡散臭い山伏が、深編笠をかぶり法螺貝を吹きながら家の様子をうかがっていた。それももういなくなってしまったが、万一時平にここをかぎつけられては一大事である。ちょうど近くに法性坊の阿闍梨が来ているというので、阿闍梨に御台様のことを頼もうと、お春は出かけてゆく。
だがそこへ、時平の家来星坂源五が手勢を率いて踏み込み、御台を捕らえようとする。八重は薙刀を持って応戦しこれらを追い払うが、傷を負わされ息絶えてしまう。御台は八重のなきがらにすがって嘆くが、源五が戻ってきて御台を捕らえようとする。するとこの家をうかがっていた山伏が現われ、源五をつかんで投げ飛ばし、御台を抱え飛ぶがごとくに走り去った。
（寺入りの段）京の外れ、芹生の里にある源蔵の寺子屋では今日も近在から百姓の子供たちが集まり手習いをしているが、源蔵は村の集まりがあって留守にしていた。そんな中で姿をやつした菅秀才が、これもほかの子供とともに机を並べて手習いをしており、よい歳をしてへのへのもへじなど書いている十五のよだれくりをたしなめたりしている。そこへ、同じ村に暮らしているという女が子供を連れ、下男に机や煮染めの入った重箱などの荷を担がせて訪れる。戸浪が出てきて応対する。聞けばこの寺子屋に寺入り（入門）させたいとわが子を連れてきたという。子供は名を小太郎といった。戸浪は小太郎を預かることにし、母親は後を頼み隣村まで行くといって下男とともに出ていった。
（寺子屋の段）源蔵が帰ってきた。だがその顔色は青ざめている。ところが戸浪が小太郎を紹介すると、その育ちのよさそうな顔を見て機嫌を直した。戸浪は子供たちを奥へやり遠ざけ、源蔵になにかあったのかと尋ねると、ついに菅秀才捜索の手が源蔵のところに迫ってきたのだという。村の集まりというのは嘘で、行った先で待ち構えていたのは時平の家来春藤玄蕃と事情を知り尽くした松王丸であった。この村はすでに大勢の手の者が囲んでいる、この上は菅秀才の首を討って渡せと言われ、帰って来たのだった。
もはや絶体絶命かと思われたが、しかし源蔵は小太郎の顔を見て、これを菅秀才の身替りにしようと考えたのである。もしこれが偽首と露見したらその場で松王はじめ手の者を斬って捨て切り抜けよう、それでもだめなら菅秀才とともに自害して果てようとの覚悟である。しかし今日寺入りしたばかりの子を、いかに菅秀才の身替りとはいえ命を奪わなければならぬとは…戸浪はもとより源蔵も「せまじきものは宮仕え」とともに涙に暮れるのであった。
菅秀才の首を受け取りに、春藤玄蕃と松王丸が来た。松王丸は病がちながら、菅秀才の顔を知っているので首実検のためについてきている。村の子供たちを一人ずつ確めそれらをすべて帰したあと、いよいよ菅秀才の首を討つ段となり、源蔵は首桶を渡された。源蔵は奥で小太郎の首を討ち、それを首桶に入れて出てきて松王丸の前に差し出す。張り詰めた空気の中、松王丸は首を実検した。ためつすがめつ、首を見る松王丸。
「ムウコリャ菅秀才の首討ったわ。紛いなし相違なし」
松王丸は玄蕃にそう告げた。玄蕃はそれに満足して首を収め、時平公のところへ届けようと手下ともども立ち去る。松王丸は病を理由に、玄蕃とは別れて帰ってゆく。あとに残った源蔵と戸浪はひとまず安堵した。だが今度は小太郎の母親が、小太郎を迎えにやってきたのである。
致し方ないと源蔵は隙を見て母親に斬りかかるが、母親は小太郎の文庫（手習の道具箱）で源蔵の刀を受け止めた。ところが刀を受け止めた文庫が割れると、その中から出たのは死者の着る経帷子や南無阿弥陀仏と記した葬礼用の幡、そして母親は涙ながらに、「菅秀才のお身代り、お役に立ってくださったか、まだか様子が聞きたい」というので源蔵はびっくりする。そのとき表の門口より、「梅は飛び　桜は枯るる　世の中に　なにとて松の　つれなかるらん」という声。続いて「女房悦べ、せがれはお役に立ったぞ」との言葉に、母親は前後不覚に泣き崩れ、外から現れたのは松王丸であった。この様子に唖然とする源蔵と戸浪。

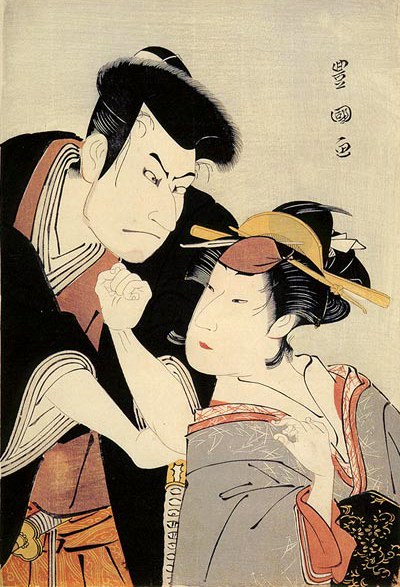
「寺子屋」　二代目中村仲蔵の松王丸（左）と二代目中村のしほの千代。寛政8年（1796年）7月、江戸都座。初代歌川豊国画。

松王丸は事情を語る。小太郎とはじつは松王丸の実子、その母親とは松王丸の女房千代だったのである。松王丸は本心では菅丞相に心を寄せ、牛飼いとして仕えながらも菅丞相に敵対する時平とは縁を切りたいと思っていた。そして菅秀才の身替りとするため、あらかじめ小太郎をこの寺子屋に遣わしていたのだと。
戸浪は千代の心中を察して涙する。松王丸はなおも嘆く千代を叱るが、小太郎がにっこり笑っていさぎよく首を差し出したと源蔵から聞くと、「でかしおりました、利口なやつ立派なやつ、健気な…」と言いつつ、「思い出すは桜丸…せがれが事を思うにつけ思い出さるる」と涙し、千代も「その伯父御に小太郎が、逢いますわいの」と泣き沈む。忠義のためわが子を犠牲にした松王夫婦の姿に、菅秀才も涙するのであった。
やがて松王丸が駕籠を招き寄せると、駕籠から菅丞相の御台所が現われ菅秀才と再会する。以前北嵯峨で御台を助け連れ去った山伏とは、松王丸であった。松王夫婦は上着を脱ぐと葬礼の白装束となり、御台が乗ってきた駕籠に首のない小太郎のなきがらを乗せ、野辺の送りをする。悲しみの中、皆は小太郎の霊を弔う。御台所と菅秀才は河内の覚寿のもとへ、松王夫婦は埋葬地の鳥辺野へとそれぞれ別れてゆく。

### 五段目
（大内天変の段）その後、夏の六月ごろに雷が毎日内裏の上空ではげしく鳴り響くようになった。この天変に法性坊の阿闍梨が朝廷に召され、帝を雷から守るために紫宸殿に護摩壇を設け、加持祈祷を行う。判官代輝国が斎世親王、苅屋姫、菅秀才を連れて参内する。菅秀才は時平に捕まってしまうが内裏に雷が落ち、時平の一味である左中弁希世と三善清貫は雷に当って焼け死に、そのすきに菅秀才は逃げ出した。さらに護摩壇のあたりから桜丸と八重の亡霊が現われ時平を責め苛み、ついにその命を絶つと菅丞相の霊も鎮まったのか空は晴れ渡る。松王丸、白太夫、梅王丸も参内し一同みな集まったところに、菅秀才が菅原家を再興し、菅丞相には正一位を贈り、さらに社を建てて南無大自在天満天神とあがめ、皇居の守護神とせよという宣旨が下るので、人々は悦び合うのであった。

## 解説
天神伝説や飛梅伝承など、菅原道真にまつわる民間信仰（天神信仰）は古くからある。浄瑠璃においては古浄瑠璃『天神御出生記』や宇治加賀掾が語った『虎巻菅丞相』があり、さらに近松門左衛門作の『天神記』が正徳4年（1714年）に初演されているが、本作はそれら先行作を下敷きにし、当時大坂で生れた三つ子誕生の話題なども当て込んで創作された義太夫浄瑠璃である。
学問の神として広く崇敬を受けていた天神様こと菅原道真の姿を見せたこと、また三つ子を貴族が使う牛車の牛飼いとして配置し、庶民にも貴族の政争の影響が及ぶ様を描いたこと、そして劇的な展開を備えたことにより本作は初演当時大当りし、翌年の延享4年3月まで続演されるほどで、同年2月には江戸堺町の肥前座でも上演され、これも大当りを取る。歌舞伎で初めて上演されたのは竹本座の初演からわずか2ヶ月後の延享3年10月の京都浅尾元五郎座であった。江戸では翌延享4年5月、中村座と市村座の両座で興行されている。
義太夫浄瑠璃の人気を大いに高め、この初演から一年以内に上方と江戸の双方で人形浄瑠璃と歌舞伎の両方が初演されるという、当時としては驚異的な記録となった作品であり、江戸肥前座での初演に際しては、今でいう「割引券を配布するキャンペーン」を市中の寺子屋に対して行ったこともあり、いよいよ本作の評判を高めた。後世『義経千本桜』、『仮名手本忠臣蔵』と共に、義太夫浄瑠璃の三大名作と評価され、歌舞伎においても義太夫節に合せて演じられる義太夫狂言の傑作の一つとされる。今日でも四段目の「寺子屋」を中心によく上演される人気の演目である。
以下、主要な場面の見どころについて解説するが、人形浄瑠璃では浄瑠璃の本文通りの段組みで上演され、歌舞伎では通し狂言は稀で、人気のある場面が単独で上演される事が多い。その際、演目名も以下のように『菅原伝授手習鑑』とは別の通称が用いられている。
- 二段目の切・杖折檻の段～丞相名残の段 → 『道明寺』（）
- 三段目の口・車曳の段 → 『車曳』（）
- 三段目の切・茶筅酒の段～桜丸切腹の段 → 『賀の祝』（）
- 四段目の切・寺入りの段～寺子屋の段 → 『寺子屋』（）

### 加茂堤
初段の中にあたる。原作の浄瑠璃では「引き捨つる車は松に輪を休め。舎人二人は肘枕…」と、舎人すなわち牛飼いの梅王丸と松王丸のふたりが居眠りをし、目を覚ますところで始まるが、歌舞伎ではこの幕に梅王松王は出ず、幕が開くと仕丁に扮した名題下の役者たちが並び渡り台詞を言ったあと、桜丸が出てきてそれら仕丁をよそへやらせる、という段取りになっているのが普通である。文楽では原作通りに梅王松王は出ている。桜丸と八重が苅屋姫を、うぶな様子にもどかしがって親王のいる牛車に押し入れるが、近代以降には官憲を憚って舞台上の牛車に親王と姫を入れず、「木陰へこそは」云々と竹本に語らせ、ふたりをいったん舞台上手へと引っ込ませるという演出であった。現在ではこれも原作通りとなっている。
なお、梅王・松王・桜丸の兄弟について松王丸が長兄であるとする向きがあるが、それは誤りである。この「加茂堤」において梅王丸が松王丸に、「（菅丞相が）おれを兄のお心でか梅王丸とお呼びなされて召使はるゝ」と語っており、また梅は一年の内で他に先駆けて花を咲かせることから、「花の兄」と呼ばれている。ゆえに三つ子ではあるが敢えて順をつけるとすれば梅王が長男、松王が次男、そして桜丸が三男ということになる。他に梅王丸が父の四郎九郎（白太夫）と同様に菅丞相の舎人であるという点でも、長兄と考えられる。
一方で、歌舞伎の『賀の祝』の喧嘩（三段目・喧嘩の段）において、東京式の上演では、松王丸が梅王丸に対して「お兄いさまを足蹴にしたな」と言う場面がある。さらに、この前後の段である「車曳」や「寺子屋」での扱いが、松王を長兄と誤解させている点も否めない。

### 筆法伝授
| 「筆法伝授」 初代中村吉右衛門の武部源蔵（左）、六代目尾上菊五郎の菅丞相（右）。昭和18年1月、歌舞伎座。 |  | 「筆法伝授」 初代中村吉右衛門の武部源蔵（左）、六代目尾上菊五郎の菅丞相（右）。昭和18年1月、歌舞伎座。 |
| 「筆法伝授」 初代中村吉右衛門の武部源蔵（左）、六代目尾上菊五郎の菅丞相（右）。昭和18年1月、歌舞伎座。 |  | |

初段の切。菅丞相の品格と、筆法伝授を受ける武部源蔵の芝居が眼目であるが、劇としてはのちの「寺子屋」ほどの盛上りはないので、歌舞伎では古くは菅丞相と源蔵を二役早替りで演じるやり方もあった。希世は源蔵が丞相の目の前で書をしたためるのを邪魔するが、最後は寺子屋で叱られる子供よろしく、源蔵と戸浪に机を体に縛り付けられ、ほうほうの体で逃げ出す。いわば道化がかった公家の敵役だが、この希世がよくないと「筆法伝授」自体も面白くないといわれている。八代目竹本綱大夫もこの希世について、左中弁という公家としての品格をもたせ、そこに三枚目的な要素を加えて語らなければならないので「さう簡単にはゆきかねます」と述べている。
しかし「筆法伝授」は文楽においては演じられていたものの、歌舞伎では近代以降長らく上演が絶えていた。そこで六代目尾上菊五郎と初代中村吉右衛門が、昭和18年（1943年）に文楽のやり方をもとにして復活上演し、以後これが現在にまで伝わっている。
この後に続く「築地の段」では菅丞相は失脚し館は閉門となる。このとき梅王丸が源蔵たちに菅秀才を託すのが、のちの四段目切「寺子屋」への伏線となっている。

### 土師の里館（道明寺）
二段目の切。この段を「道明寺」ともいうのは、この館がのちに道明寺となったという由来を物語るところからきている。「東天紅」とは鶏の鳴き声、または鳴いている鶏のことである。
菅丞相役の役者やこの段を語る文楽の太夫は、「天神さま」という信仰の対象であることもあって、舞台に立つ時は精進潔斎してこれを勤める。土師の里館は殺人事件、木像の奇跡、そして丞相親子の別れなど、いくつもの話が詰まった密度の濃い内容で、数ある義太夫浄瑠璃のなかでも複雑かつ、見どころの多い段となっている。また登場人物も多岐にわたることにより、これを一人で語り分ける浄瑠璃の太夫には高度な技芸が要求される。歌舞伎では大規模な座組み（配役）が必要となり、菅丞相役の適任者が少ないこともあって頻繁な上演が難しい演目である。
「筆法伝授」の菅丞相は一応誰にでも勤まるが、この「道明寺」の菅丞相は演じる役者を厳しく選ぶといわれ、文楽の人形遣いにおいても、菅丞相はじっと動かずに腹だけでその品格を見せなければならない至難の役とされている。覚寿も歌舞伎においては難役とされており、いわゆる「三婆」の一つに数えられる。なお立田の死骸を池から引き上げる下部は通称「水奴」と言い、歌舞伎ではこれをご馳走役として人気の名題役者が勤めることが多い。
菅丞相は気品と貫禄が要求される大役であるが、さらに木像の菅丞相と、生身の菅丞相との演じわけも役者にとっては難しいところだという。古くは二代目嵐三五郎、三代目尾上菊五郎、近代以降では九代目市川團十郎、十一代目片岡仁左衛門、五代目中村歌右衛門、初代中村鴈治郎、七代目松本幸四郎など歴代の名優が演じ、近年では十三代目片岡仁左衛門の丞相が「神品」と最高級の絶賛を浴びた。

### 車曳

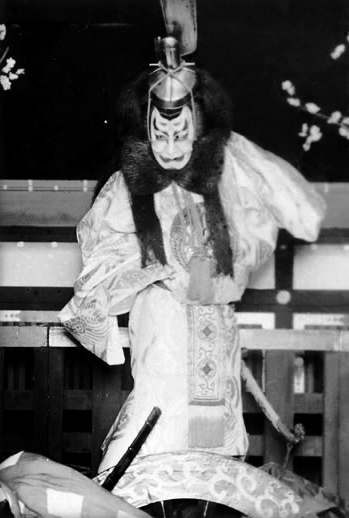
「車曳」　七代目松本幸四郎の藤原時平。昭和6年（1931年）4月、明治座。

三段目の口。車曳の段は人形浄瑠璃では端場として重要視されていなかったが、歌舞伎では梅王丸、松王丸、桜丸のそれぞれ三人を見せる場となっており、歌舞伎の様式美が凝縮された演目となっている。時平は天下をねらう権力者で歌舞伎では公家悪という役柄として怪異な風貌で登場する。
歌舞伎では松王丸の出る前に、杉王丸という原作の浄瑠璃にはない人物が登場する。これも時平に仕える白張を着た前髪の若衆であるが、松王丸が通常座頭級の役者によって演じられるので、松王丸の役をより大きく見せるための入れ事である。
梅王は荒事ということもあり、最初の出では二本差し（刀を二本、帯刀した姿）で登場するが、花道から一旦引っ込んでの再登場ではさらに長い刀を差した「三本太刀」になるのが一般的である。また松王は普通、二本差しだが、市川宗家（團十郎家）や関わりの深い役者が演ずる場合には特別に、梅王と同じく三本太刀となる。
上方では桜丸は和事を強調し隈をとらず、梅王丸とともに時平と対峙したとき「斎世親王菅丞相、讒言によってご沈落」と言うところ、「ご沈落」で泣き落しになるが、東京では桜丸はむきみ隈を取り、泣き落しはない。背景も上方は背景を野遠見（田園風景の背景）と神社の塀の二つとするが、東京は最初から神社の塀で場面転換を行わない。戦前では上方の型では梅王・松王・桜丸それぞれにツケ打ちが付いていて、三人が見得をする時はかなりの音量が出たという。三兄弟が時平の車の前で争い、竹本の「現れ出でたる時平の大臣（）」で時平が車を破って登場、「時平に向かって緩怠なり」と一睨みで梅王と桜丸を押さえつけたあと、「命冥加な蛆虫めら」と真っ赤な舌を出して悪の力溢れる見得をするところがこの幕の見どころである。
様式美が求められる場なので役者の格で見せる。戦後では昭和50年（1975年）、歌舞伎座での二代目尾上松緑の梅王・七代目尾上梅幸の桜丸・八代目松本幸四郎（初代白鸚）の松王・十三代目片岡仁左衛門の時平が最高の出来だったと言われる。

### 賀の祝
三段目の切。これまでの貴族の世界（時代物の世界）から、一見のどかで庶民的な話となる。だが菅丞相の庇護のもと、つつがなく暮していた白太夫一家が政変により一気に瓦解してしまう。政治の横暴が庶民を苦しめる。白太夫は上の息子二人に去られ、桜丸とは今生の別れをすることとなる。なお白太夫という名は能の『道明寺』や近松の『天神記』でも使われている。三つ子の妻達には、夫の名に因んだ名がつけられている（春の梅、千代の松、八重の桜）。歌舞伎では「茶筅酒」のくだりは省略されることが多い。
桜丸の切腹は、あくまでも牛飼いなのだから「武士の切腹」ではなく、本来の作法を知らぬ者が切腹するようにしなければならないといわれているが、このとき肌を脱いであらわす襦袢の色は、役者の考え方で違っている。上方では白が主流である。初代中村鴈治郎は赤に紗をかけて桜色にしていた。東京は、様式美を重視する傾向があるので様々で、上方とおなじ白の他に、赤の下に白を着るやり方（十五代目市村羽左衛門、七代目坂東三津五郎）、水色（六代目尾上菊五郎）を着るやり方などがある。古風な白、赤、近代的な水色とそれぞれ特徴が見られる。
白太夫は自らの賀を祝う日に、息子たちがバラバラとなりついには我が子桜丸の死を看取る悲劇的な役割で、なおかつ、頑固一徹な百姓親爺でありつつも最後まで親としての温情を失わない難しい役である。十一代目・十三代目の片岡仁左衛門が親子二代、ともに当り役としていた。

### 寺子屋

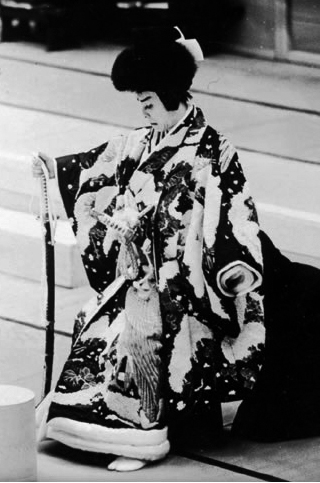
「寺子屋」　初代中村吉右衛門の松王丸。昭和7年（1932年）4月、東京劇場。

四段目の切。身替り、もどりなど義太夫浄瑠璃の特徴的な作劇法を駆使して作り上げられた悲劇である。歌舞伎では上演時間の都合上、「寺入り」の部分を省略することが多い。「せまじきものは宮仕へ」という名ぜりふはこの「寺子屋」からきているが、歌舞伎の関西の型ではこれを竹本に語らせて芝居をし、東京では源蔵がせりふで言うやり方をしている。
ちなみに平安時代には寺子屋は当然無かった。これは当時の作劇において時代考証に対する意識が薄かったことと、寺子屋や教育に熱心な家庭では「天神さま」の像を祀る習俗があり、江戸時代の観客にとっては「天神さま」とのつながりが深い場所であったことによる。
この場でのクライマックスは、松王丸が首実検で小太郎の偽首を見る場面である。舞台中央平舞台に松王が首桶を前にし、上手には玄蕃が、下手では刀を握りしめた源蔵と戸浪が松王を見つめ、その様子をうかがっている。ここでの首実検をする松王の型は、歌舞伎では古来さまざまあったが、今日でも見られるのは大きく分けて以下の二つの型である。
（1）首桶を開けて蓋を手前に置き、その蓋の上に両手を軽く突きながら首を見下ろす、首を見て「菅秀才の首に…」と低い声で言うと、「相違ない」で下手の源蔵の方を見、「相違ござらぬ」で上手の玄蕃の方を見、「でかした源蔵」で首桶に蓋をして「よく討ったなア」で右手を上げる、という型。役者により細かい違いはあるものの、大筋としては今日のスタンダードな型である。
（2）市川團十郎家の型では、松王が刀を抜いて派手な姿を見せる。この場合は、なかなか動き出さぬ松王に苛立った玄番が首桶の蓋を取り中身を突き出し、それを受けて松王は刀を抜き、切っ先を源蔵に向ける。また、実検後は先述（1）の台詞に即すと「でかした源蔵、よく」と言いつつ、刀を左手に持ち替えて後、「討ったなア」で右手を上げる、という段取りになる。これは七代目團十郎が創始した型とされ、その後は九代目團十郎から（九代目の高弟だった七代目松本幸四郎を経て）後代の團十郎家の役者に継承されている。
なお、これとは別に二代目實川延若も刀を抜いての実検を演じているが、その由来は不明である。
初代吉右衛門はこの松王の首実検について、「盛綱（『盛綱陣屋』の佐々木盛綱）などに較べればずっとアッサリ演ります。却って、首を見る迄の思入や腹の方が大切なわけでしょう。果して源蔵が小太郎を討ってくれたかどうか、それを心配しているわけですから。……首桶の蓋を開けて一目見たら、我が子の首ですから、もう途端に分る訳です」と述べている。
但し松王が首実検をする場所は古くは舞台中央ではなく、もっと舞台上手寄りだったと 川尻清潭などが指摘しており、それが舞台中央になってしまったことを非難している。すなわち上手にいる玄蕃のそば近くだったということで、そうなると舞台中央が空いて人物が上手（玄蕃・松王）と下手（源蔵・戸浪）に分かれるが、使者（玄蕃・松王）とその使者を迎える者（源蔵・戸浪）という筋からいえば、このほうが正しいという。
歌舞伎では幕切れについて、古くは「冥土の旅へ寺入りの…」ではじまる悲痛な「いろは送り」を割ぜりふにして幕としていたが（歌舞伎の義太夫狂言としては、最後は割ぜりふになるのが本来である）、のちに文楽に倣い、「いろは送り」の浄瑠璃を竹本に語らせ皆が小太郎の霊を弔ったのち、舞台中央の二重舞台に菅秀才と御台所、上手に源蔵戸浪、下手に松王千代が並び、引張りの見得で幕とするようになった。
「寺子屋」は各時代の名優たちが手がけた演目のひとつでもあるだけに、これにまつわるエピソードも多い。初代市川鰕十郎が源蔵を演じた時、うっかり首桶の中に首を入れるのを忘れてしまった。松王を演じていたのが五代目市川海老蔵（七代目團十郎）であったが、首実検の際に蓋をとれば肝心の首がない。一同凍りついたが海老蔵は無言で蓋をし、「源蔵改めて受取ろう」と首桶を返して鰕十郎を引っ込ませたあと、玄蕃役の役者に向かって「のう玄蕃殿、主の首を討つほどな源蔵ゆえ、首を忘れるも無理はござらぬ…」とアドリブで台詞を言いその場を収めた。
明治20年（1887年）、井上馨邸で天覧歌舞伎が行われ、皇后美子（昭憲皇太后）も臨席のもと『寺子屋』が演じられた。皇后は『寺子屋』を見て涙したが、劇中、道化役が演じるよだれくりは、戸浪に叱られ罰として線香と茶碗を持って立たされている。観劇が終り井上邸からの帰途、明治天皇はよだれくりについて「あの男は家でも線香と茶碗を持っているのか」と侍従徳大寺実則に尋ねた。「いえ、彼は中村鶴蔵という道化役で、舞台では人を笑わせますが、家では真面目で篤実な者でございます」との返答に御機嫌よく「おかしき奴なり」とご沙汰があった、天下に名優といわれる團十郎や菊五郎ですら何のお言葉も賜らなかったのに、鶴蔵はよくよくの幸せ者だと実則は後に鶴蔵に語った。これを聞いた鶴蔵は、あまりの勿体なさに畳にひれ伏し泣いたという。
十一代目市川團十郎が、松本金太郎と名乗っていた子役の頃のこと。「寺子屋」に菅秀才役で出たが、幕開きに他の子供たちと手習いをする場面で紙に「ハルオハルオ」と書いていた。本名が堀越治雄（）だったからである。
第二次世界大戦後、松本幸四郎らが演じていた「寺子屋」の段が反民主主義的であるとして、連合国軍最高司令官総司令部から上演中止命令を受けた。二代目松本白鸚は、「自分が子役で出た頃（戦後）は、寺子屋など子供が犠牲になる芝居では観客がよく泣いたのを不思議に思った。後年、戦死者の遺族だったと思い当った」と語っている。

## ギャラリー

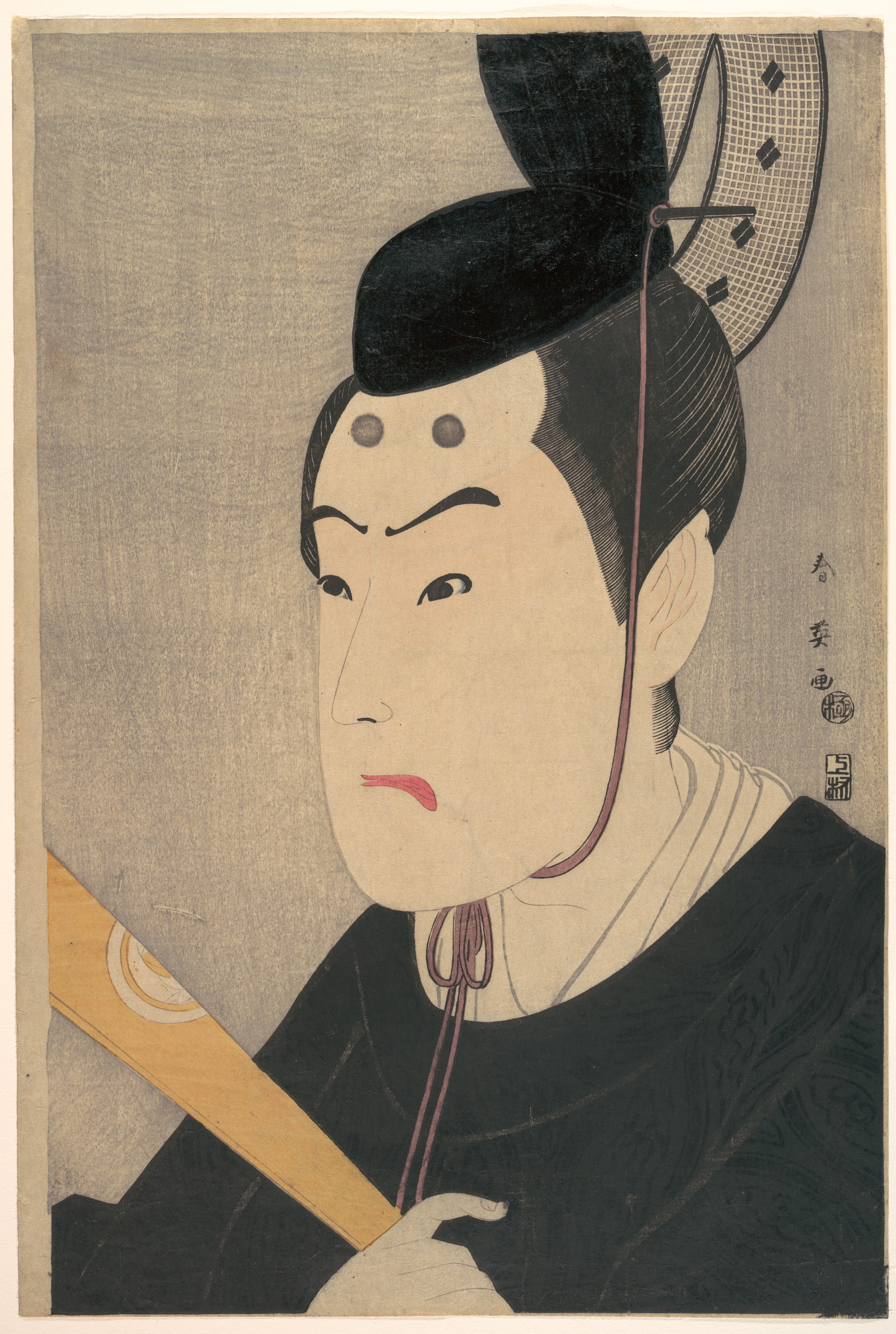
三代目坂東彦三郎の菅丞相。寛政12年（1800年）9月、江戸市村座。勝川春英画。
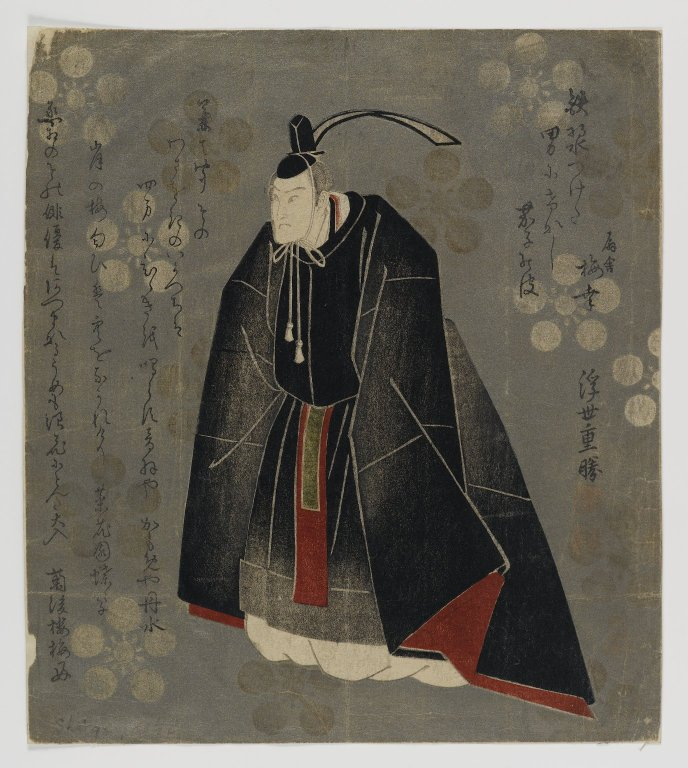
三代目尾上菊五郎の菅丞相。摺物、浮世重勝画。三代目菊五郎は文政9年（1826年）3月、大坂中の芝居で菅丞相を演じている。
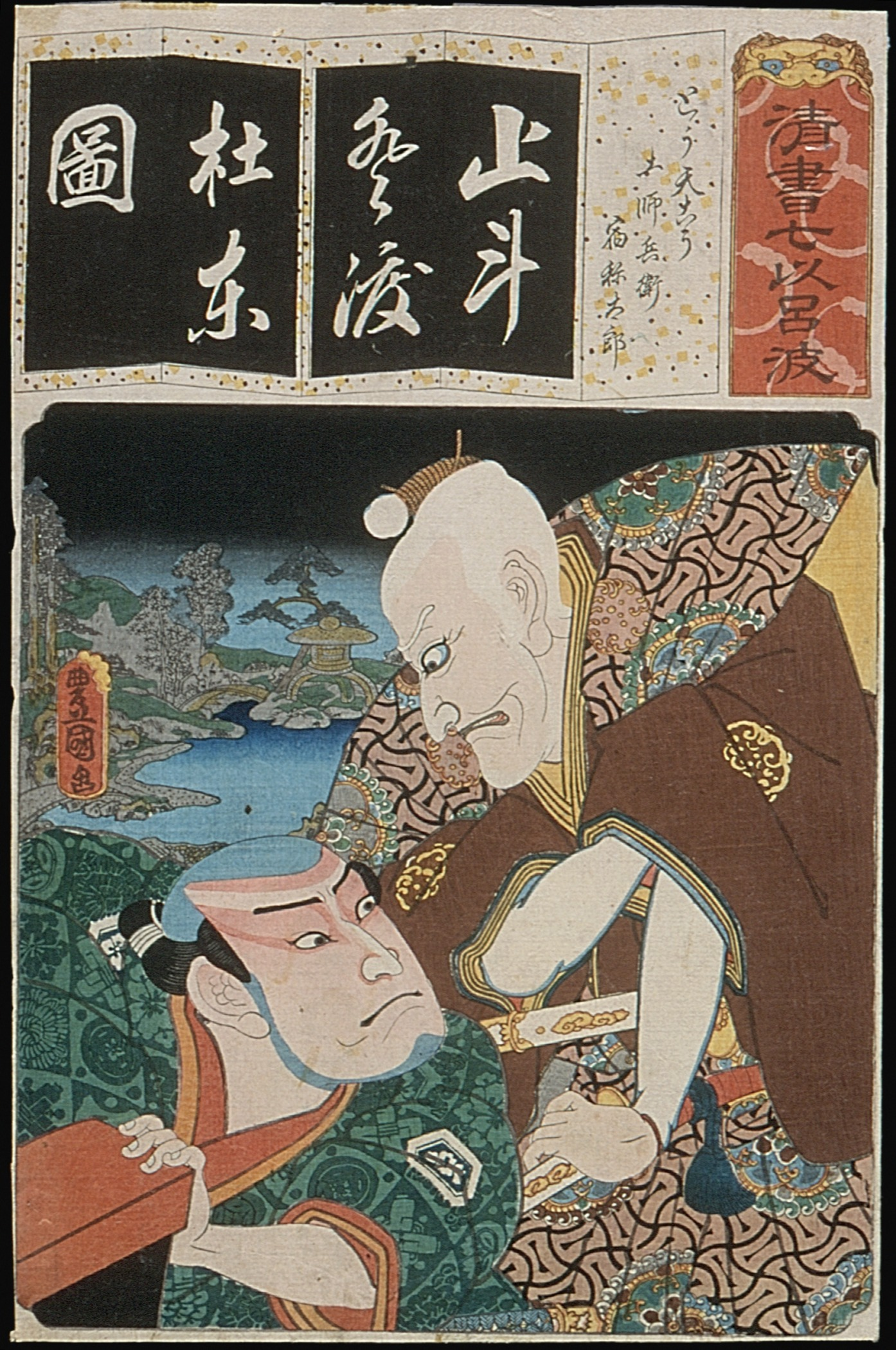
「清書七以呂波　とう天こう　土師兵衛　宿祢太郎」　五代目市川海老蔵の土師兵衛、四代目中村歌右衛門の宿祢太郎。三代目豊国画。
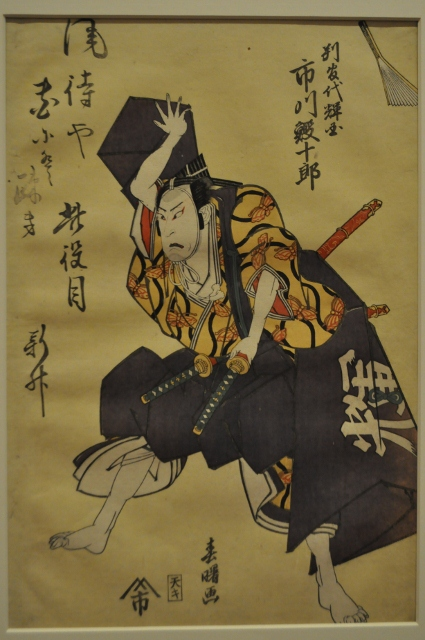
「土師の里館」　初代市川蝦十郎の判官代輝国。文政6年（1823年）3月、大坂角の芝居。画中に「風待ちや　花には疎き　此役目（新升）」の句を記す。春曙斎北頂画。
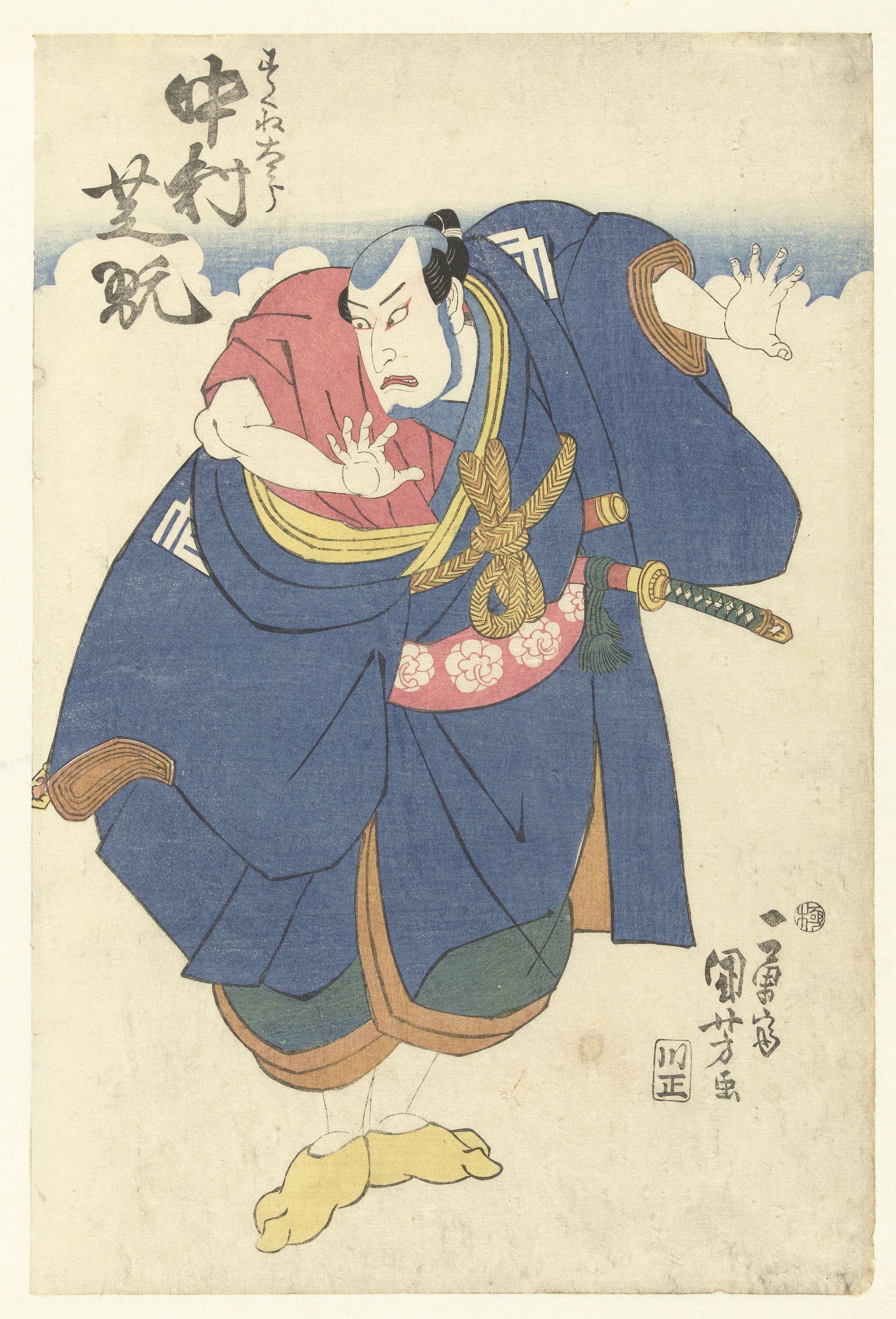
「土師の里館」　二代目中村芝翫のすくね太郎。天保3年（1832年）5月、江戸中村座。歌川国芳画。
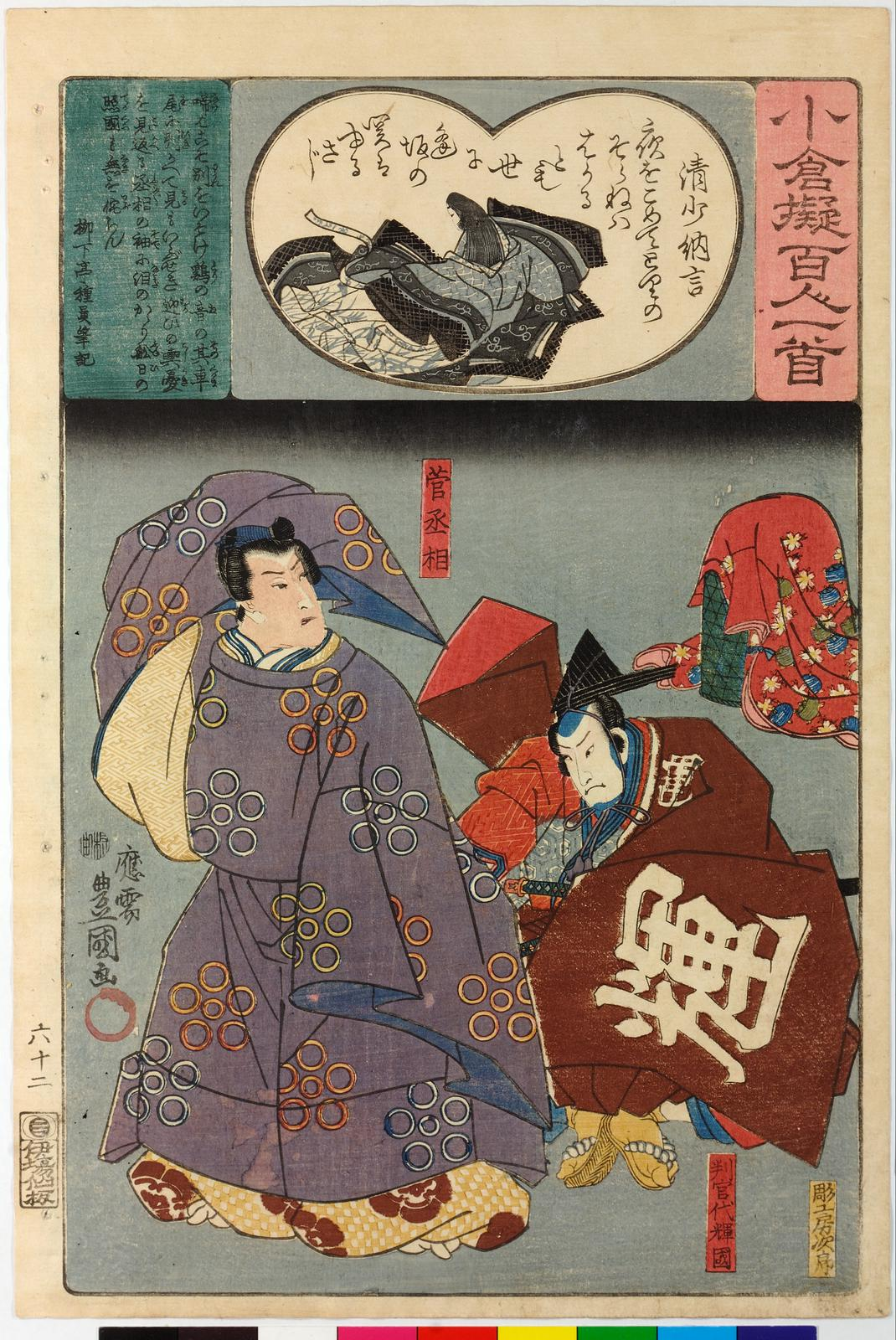
「小倉擬百人一首」　菅丞相と判官代輝国。国芳画。
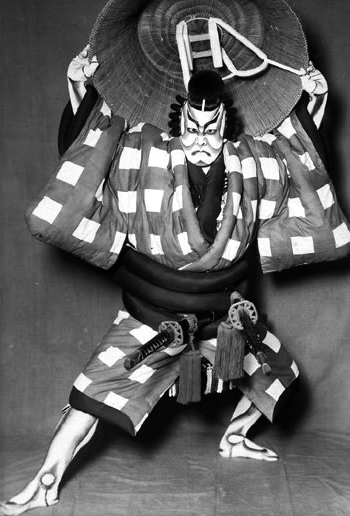
「車曳」　六代目尾上菊五郎の梅王丸。昭和5年（1930年）2月、歌舞伎座。
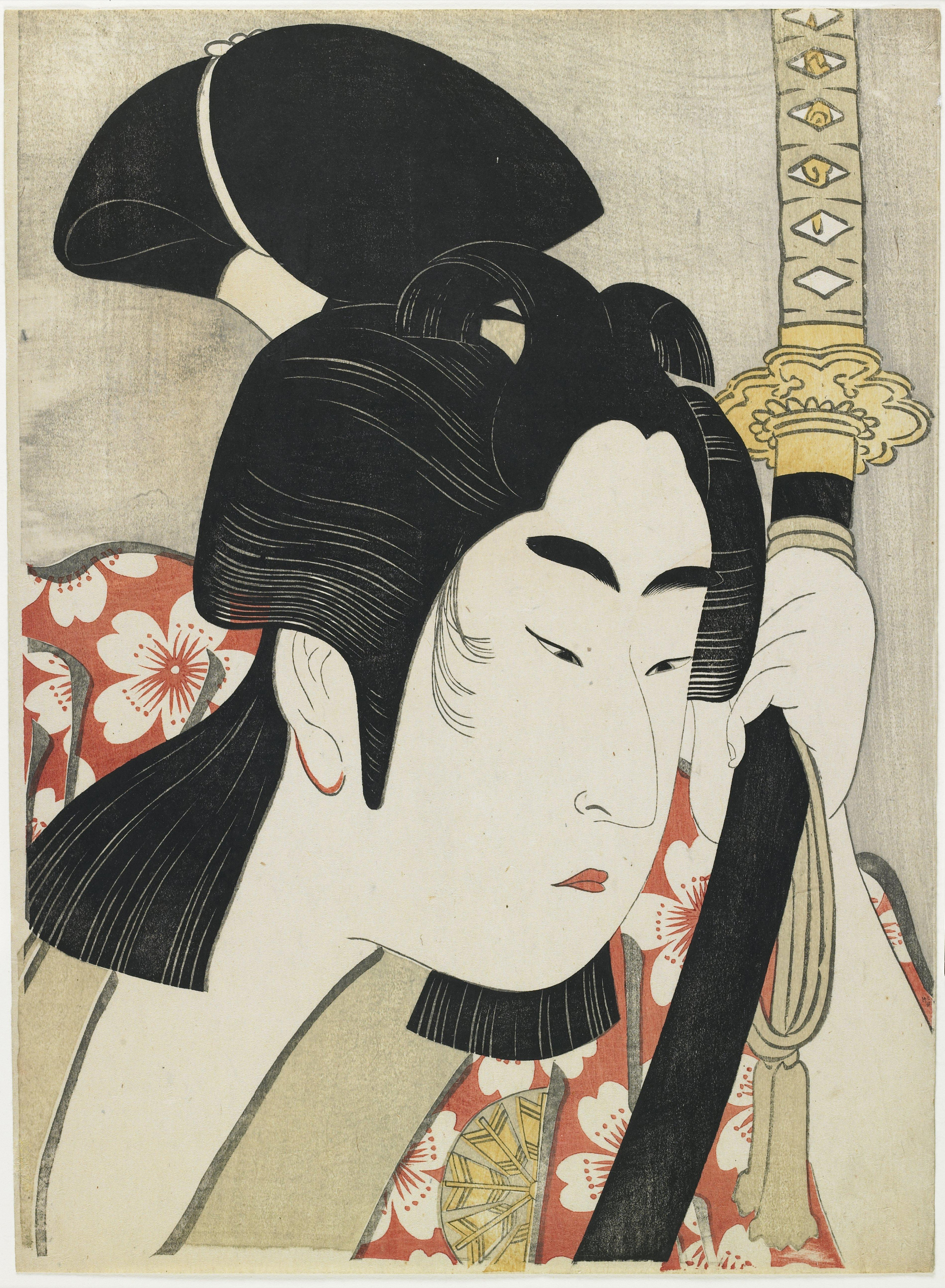
「車曳」　二代目中村のしほの桜丸。寛政8年（1796年）7月、江戸都座。歌舞妓堂艶鏡画。
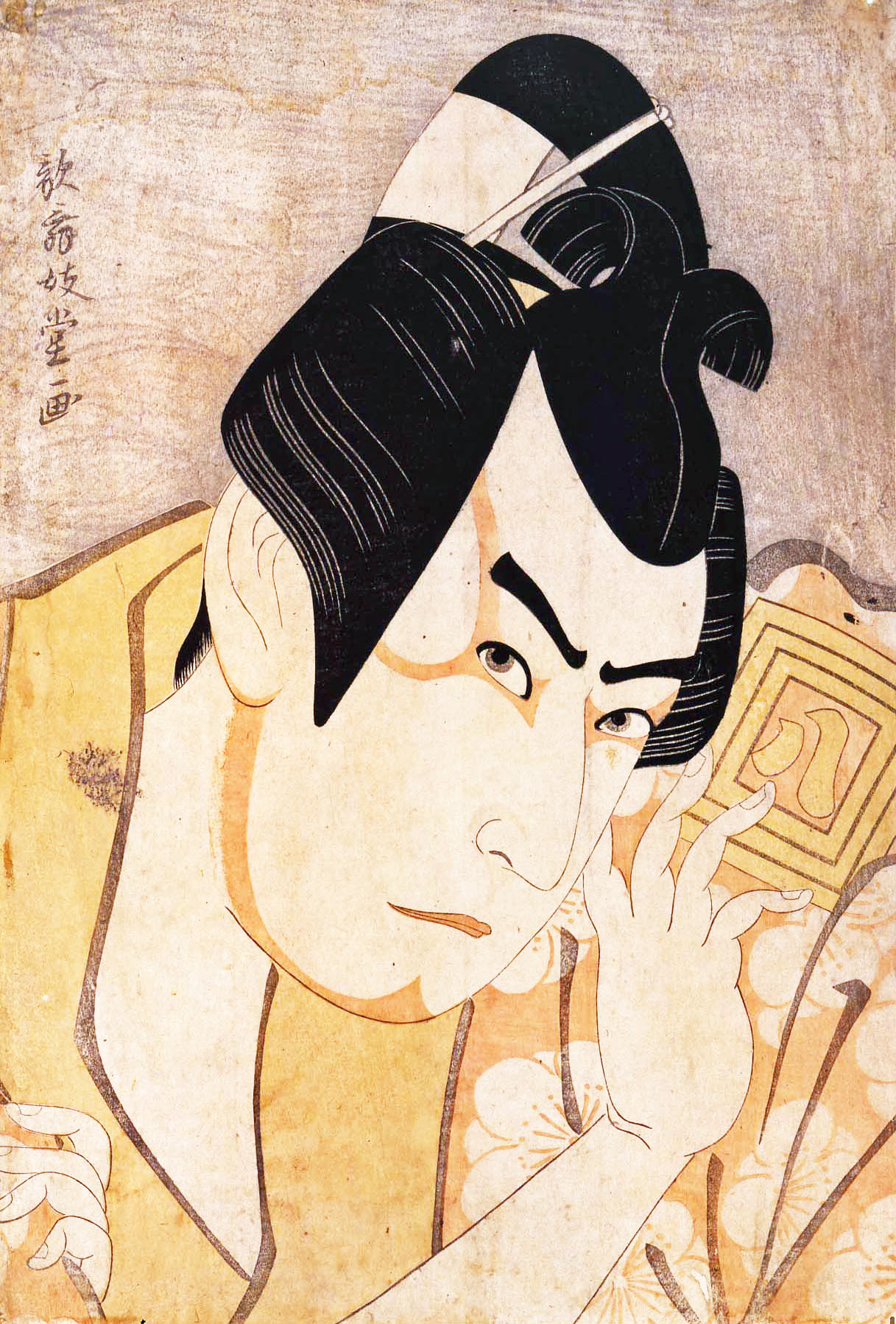
「車曳」　三代目市川八百蔵の梅王丸。寛政8年7月、江戸都座。艶鏡画。
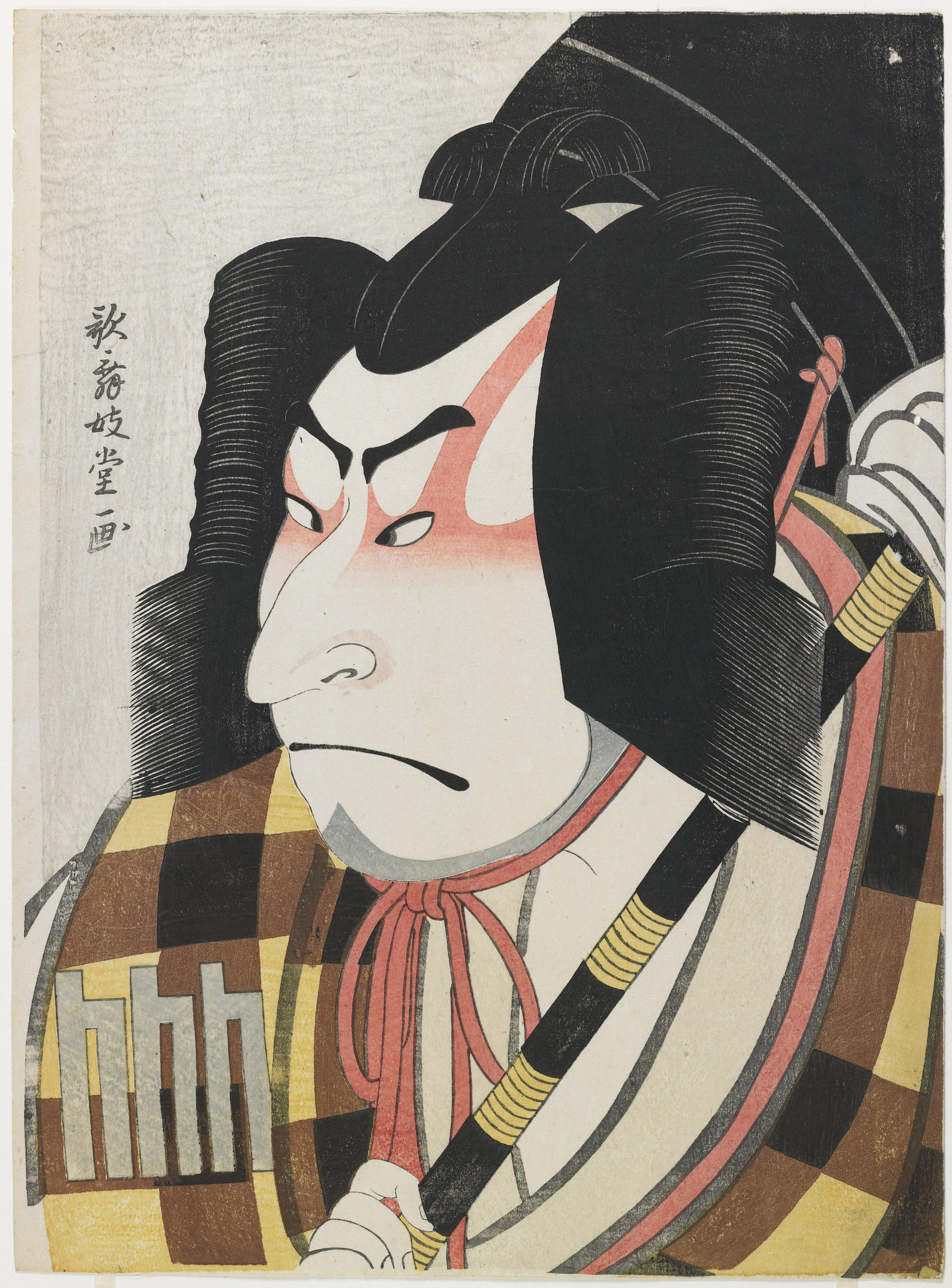
「車曳」　二代目中村仲蔵の松王丸。寛政8年7月、江戸都座。艶鏡画。
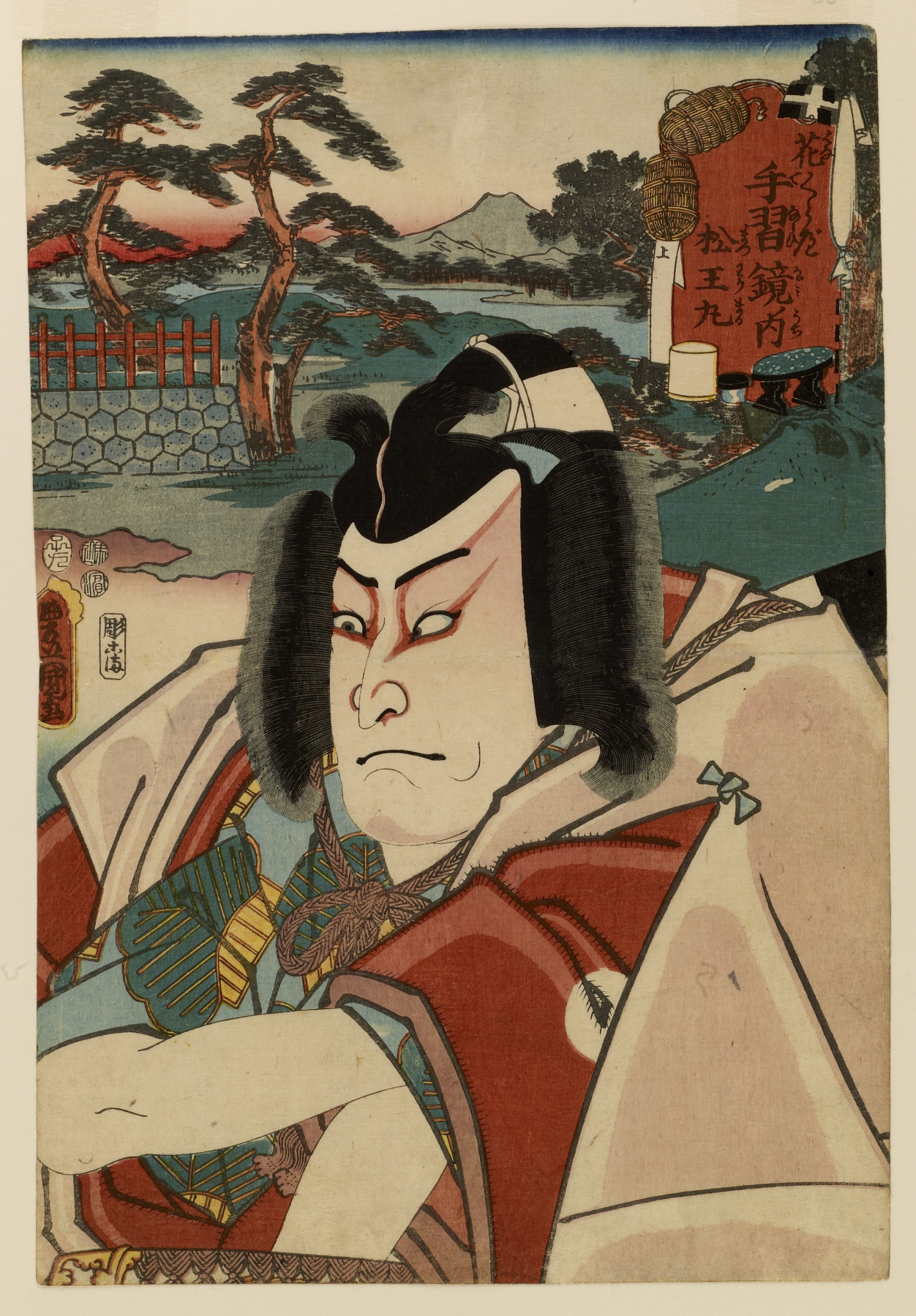
「花くらべ手習鏡ノ内　松王丸」四代目中村歌右衛門の松王丸。「車曳」の場面。三代目豊国画。
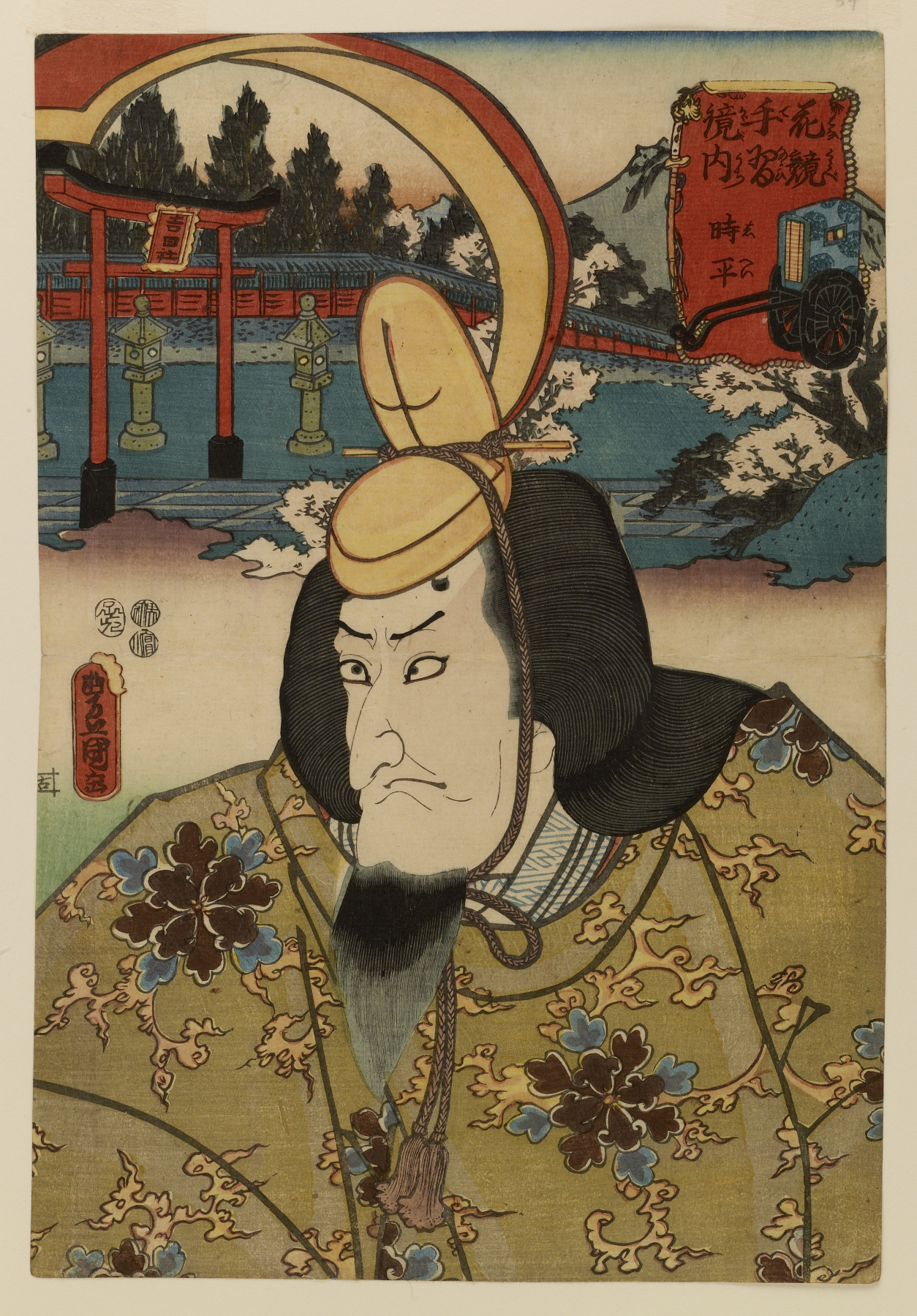
「花競手習鏡内　時平」　五代目松本幸四郎の藤原時平。「車曳」の場面。三代目豊国画。
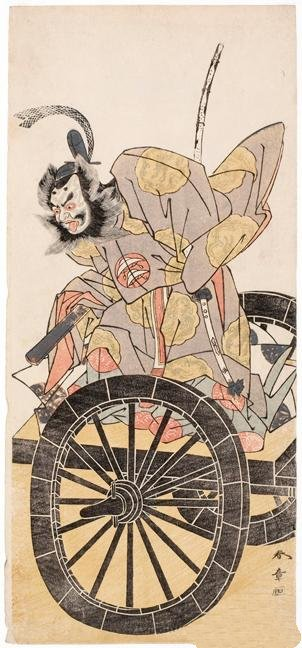
「車曳」　初代中島三甫右衛門の藤原時平。延享4年5月、江戸市村座。勝川春章画。
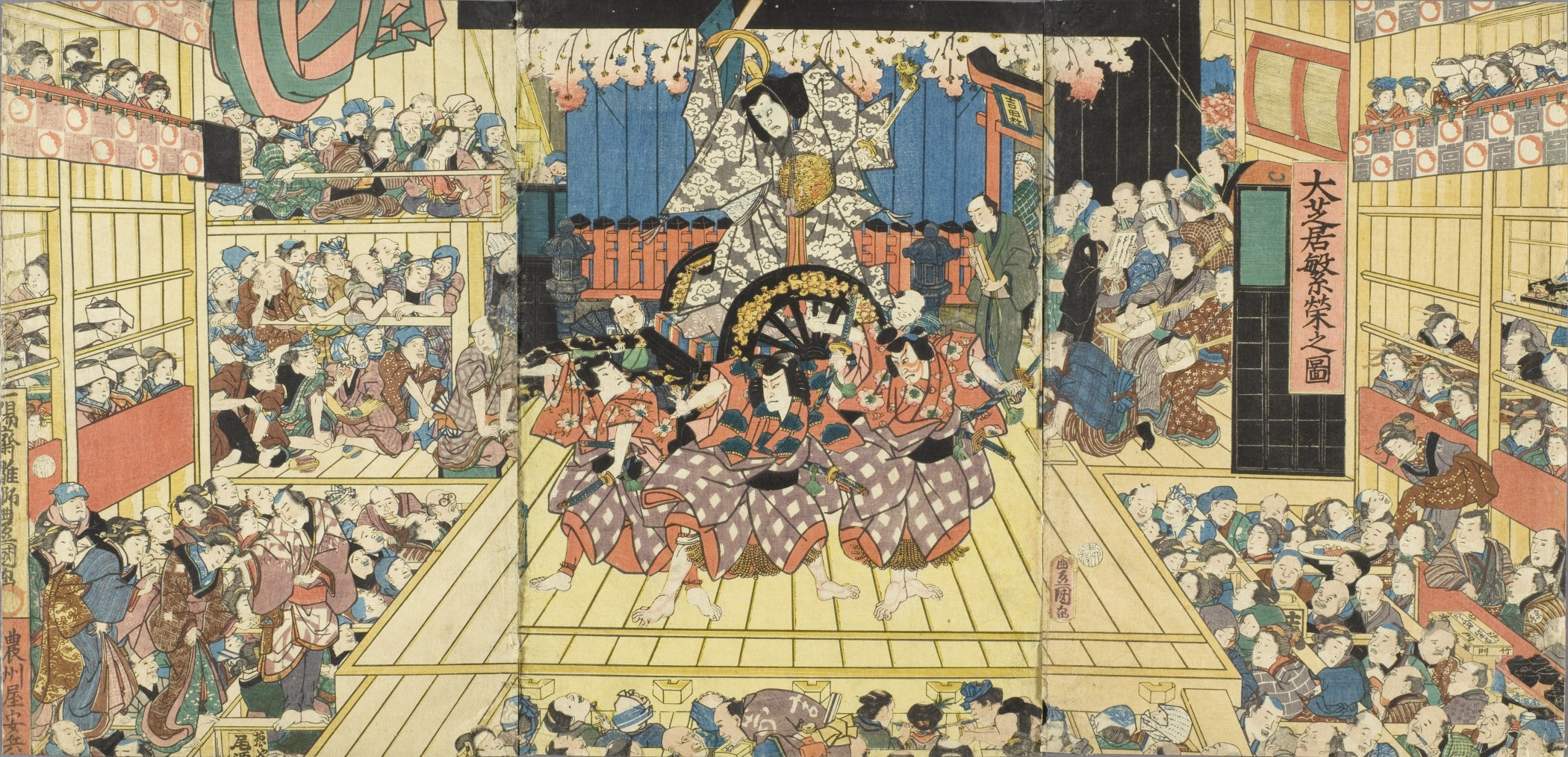
「大芝居繁栄之図」　「車曳」の場面。三代目豊国画。
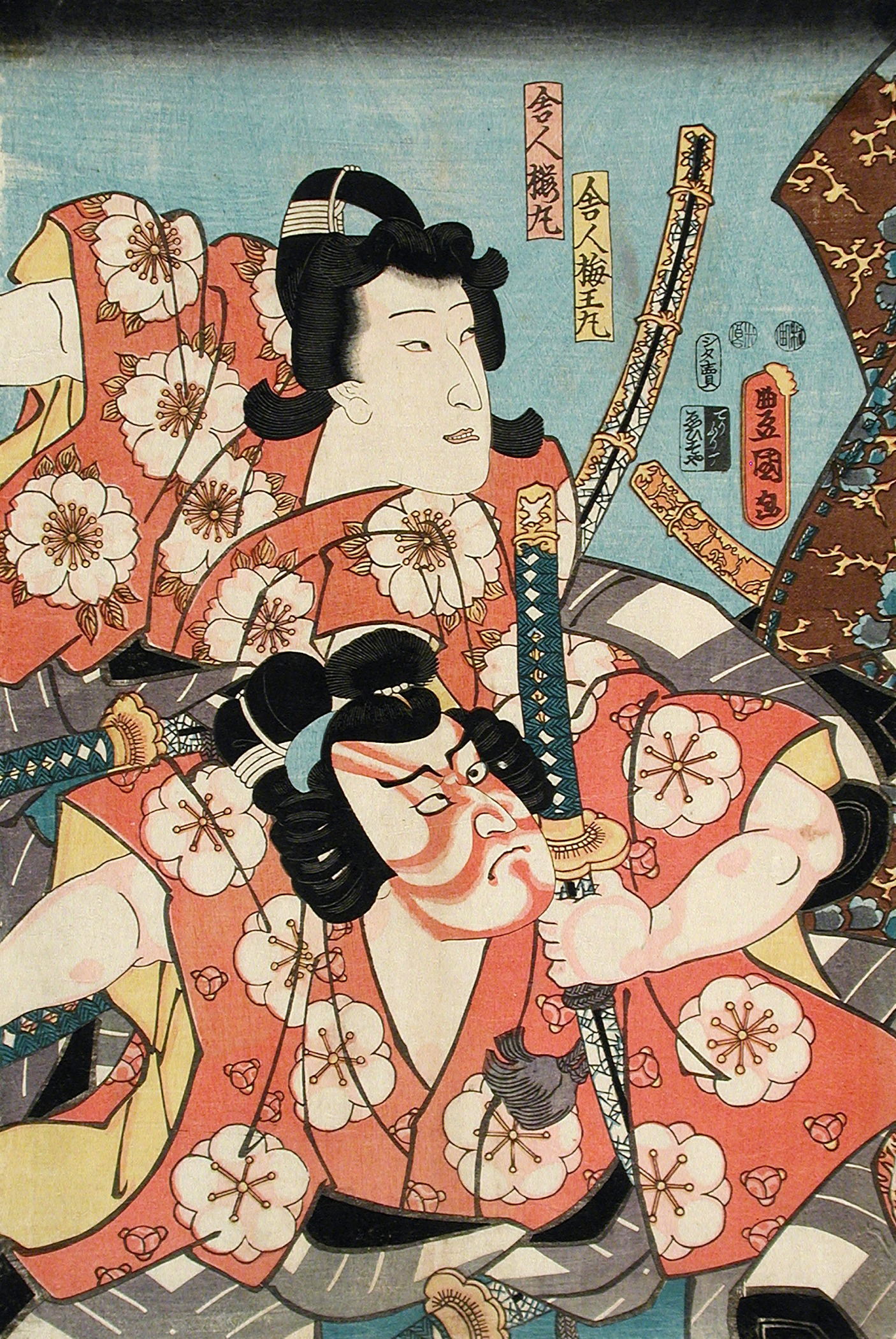
「車曳」　初代坂東しうかの舎人桜丸、七代目市川高麗蔵の舎人梅王丸。嘉永3年（1850年）7月、江戸中村座。三代目豊国画。
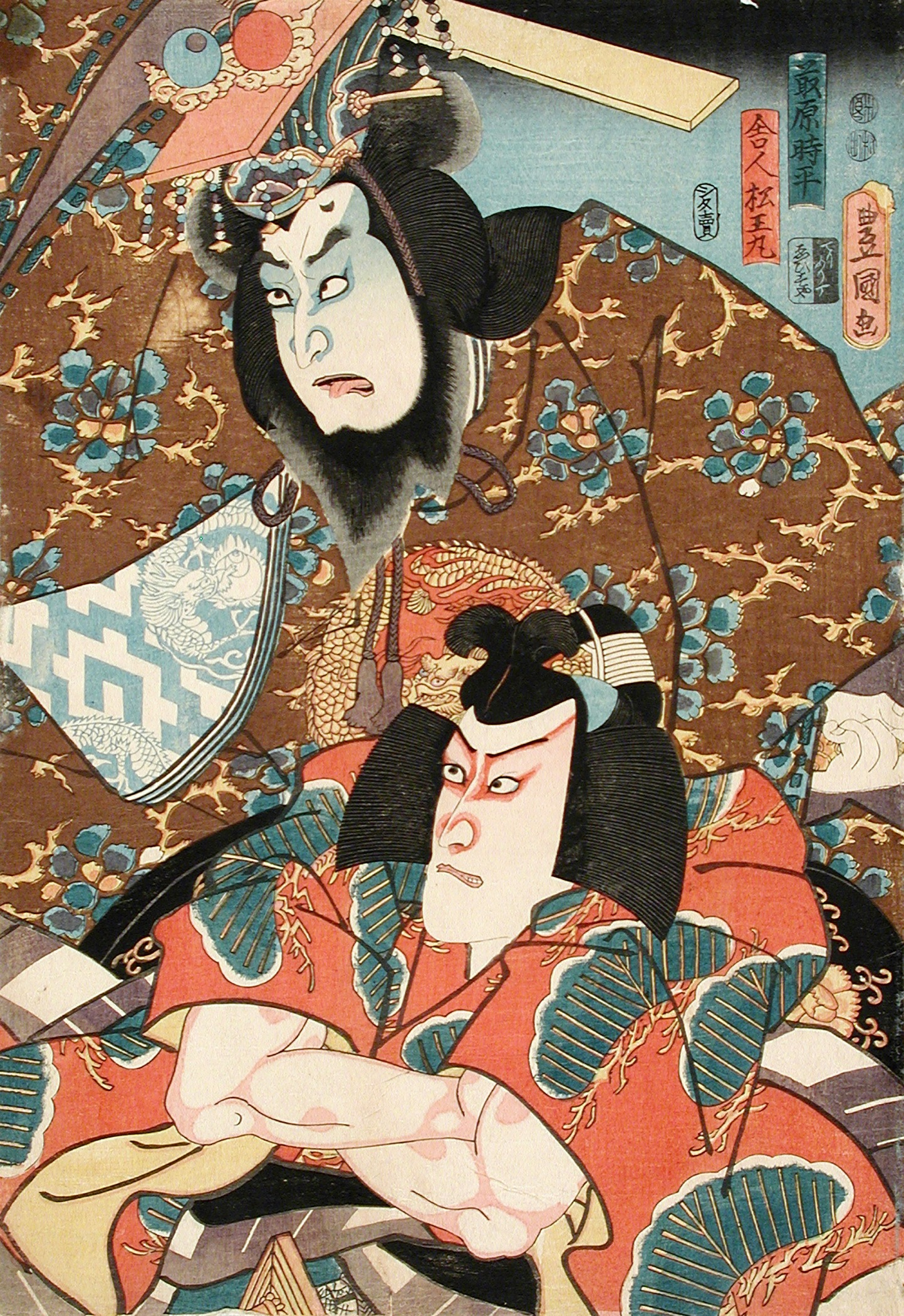
「車曳」　四代目市川小團次の藤原時平、八代目市川團十郎の舎人松王丸。嘉永3年7月、江戸中村座。三代目豊国画。
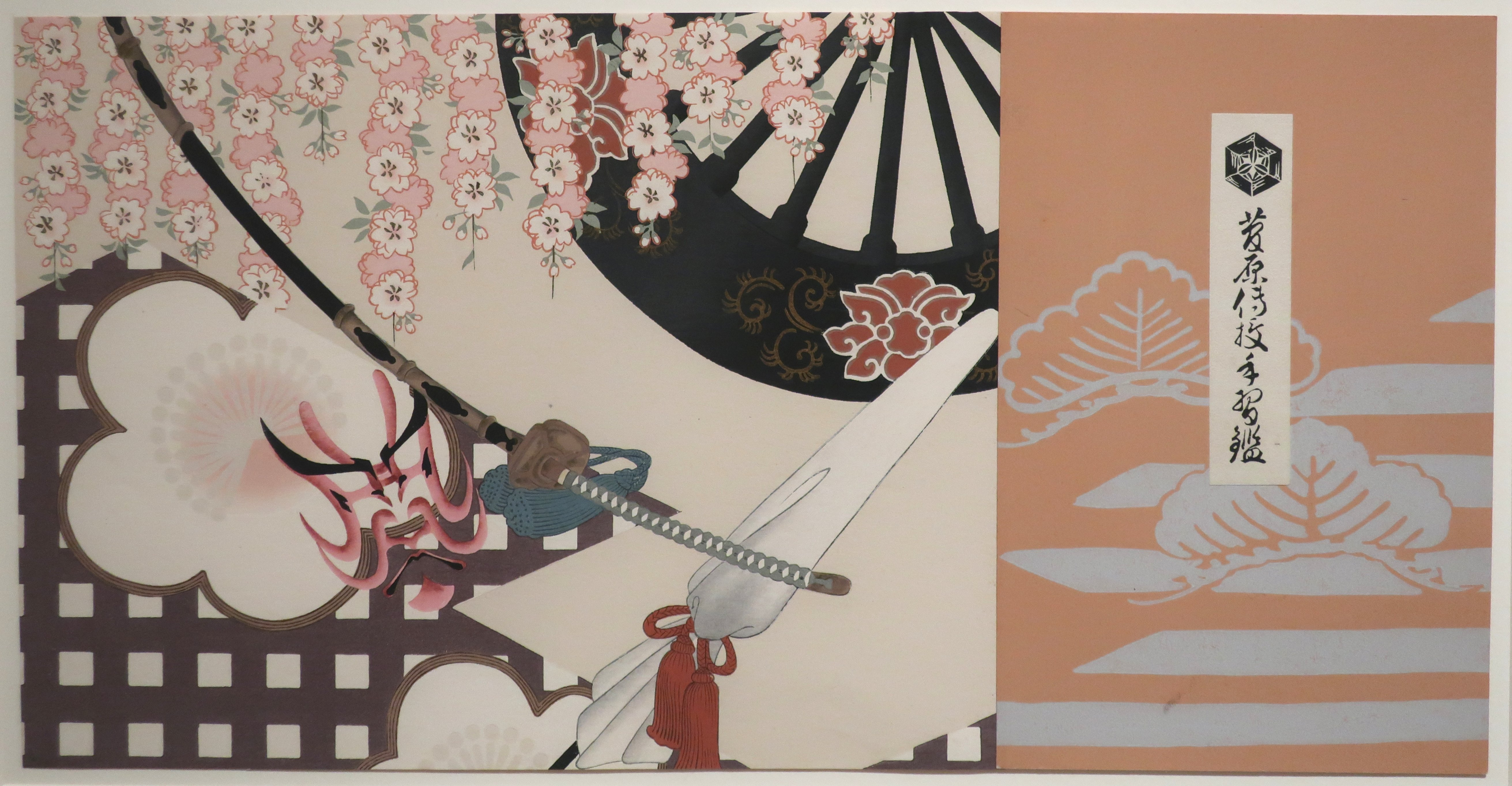
「菅原伝授手習鑑」　『歌絵百番』より、児島玉鳳画。
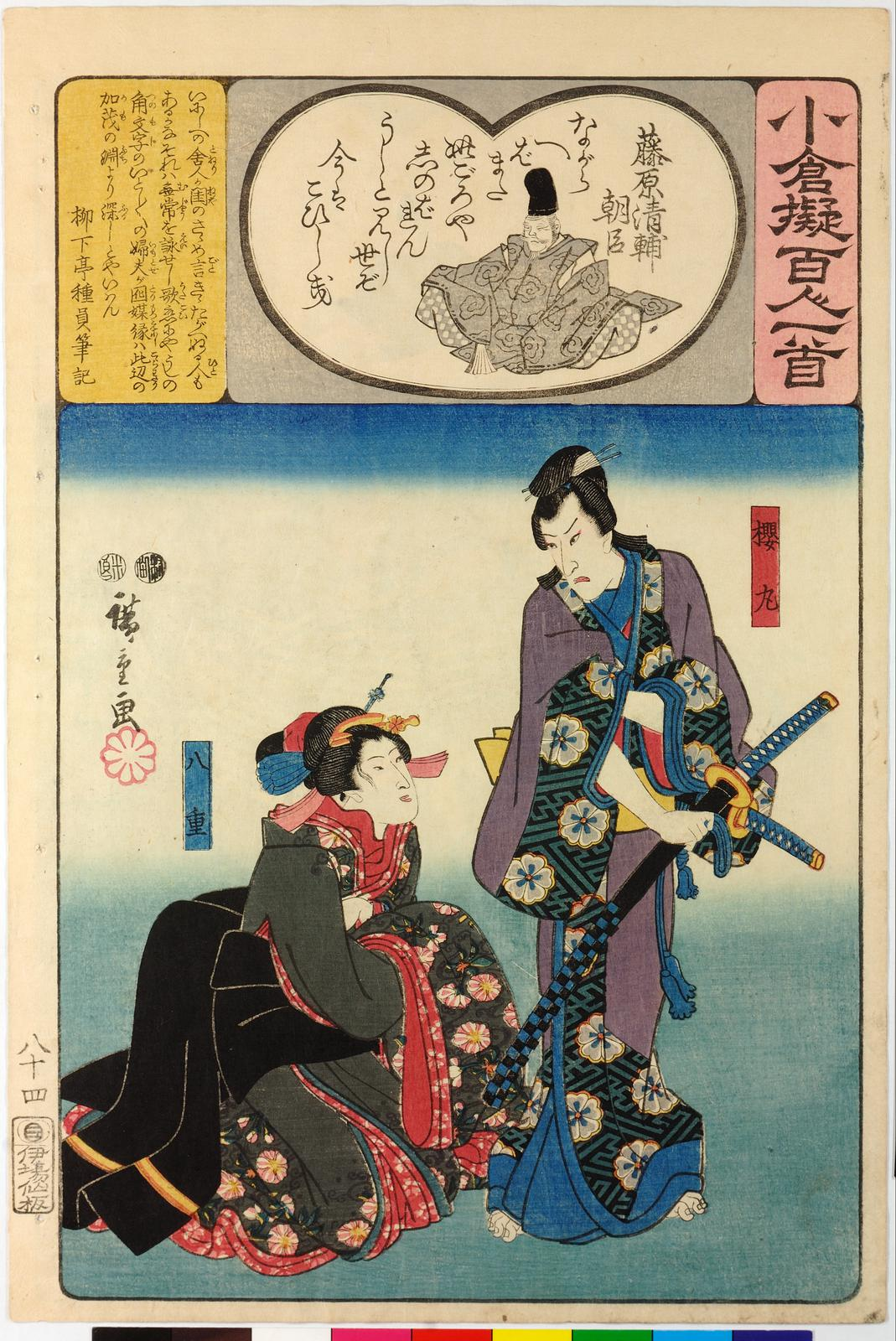
「小倉擬百人一首」　桜丸と八重、「賀の祝」の場面。国芳画。
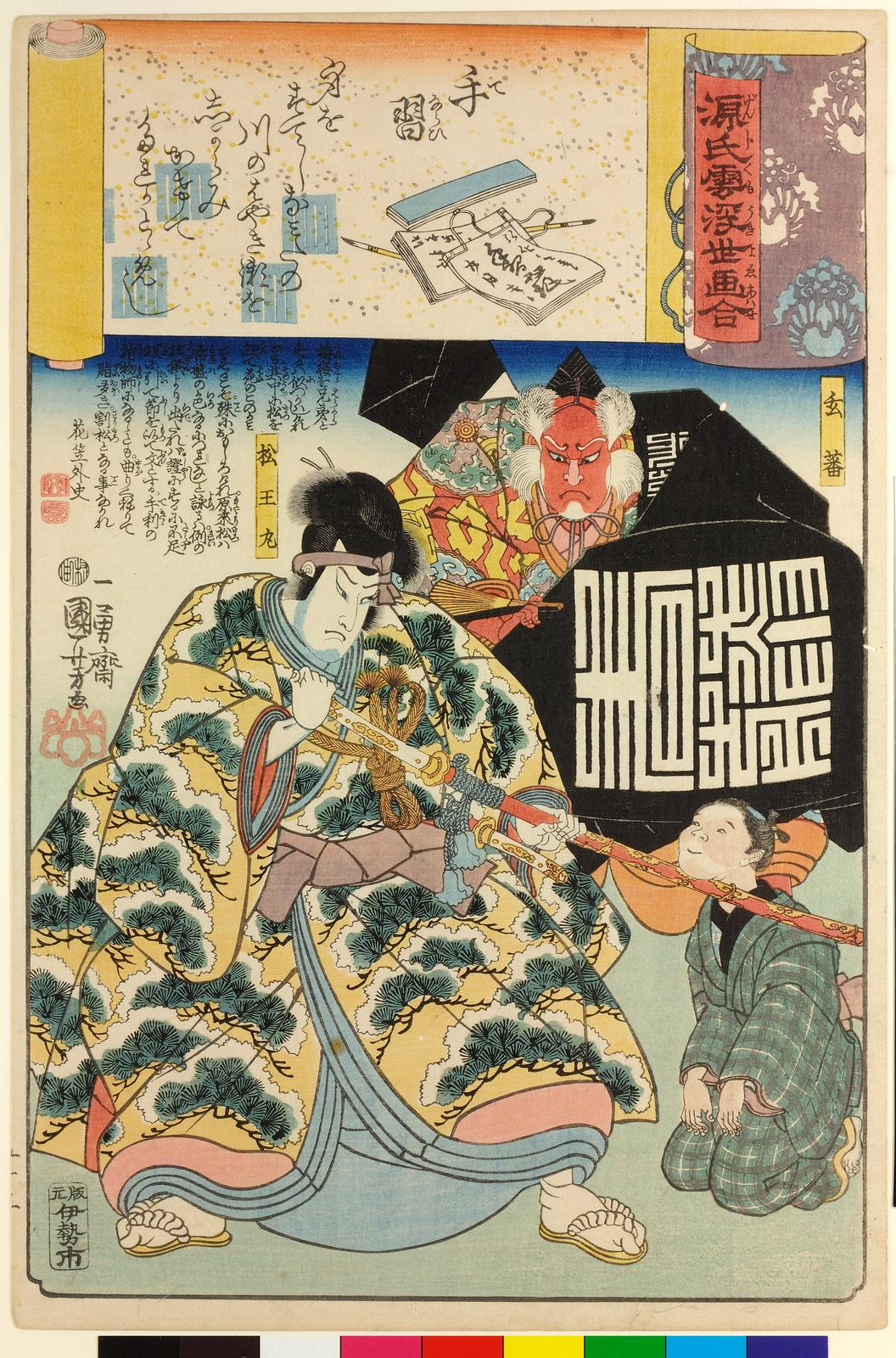
「源氏雲浮世画合」　松王丸と春藤玄蕃が、村の子供たちの面体を一々改める「寺子屋」の場面。国芳画。
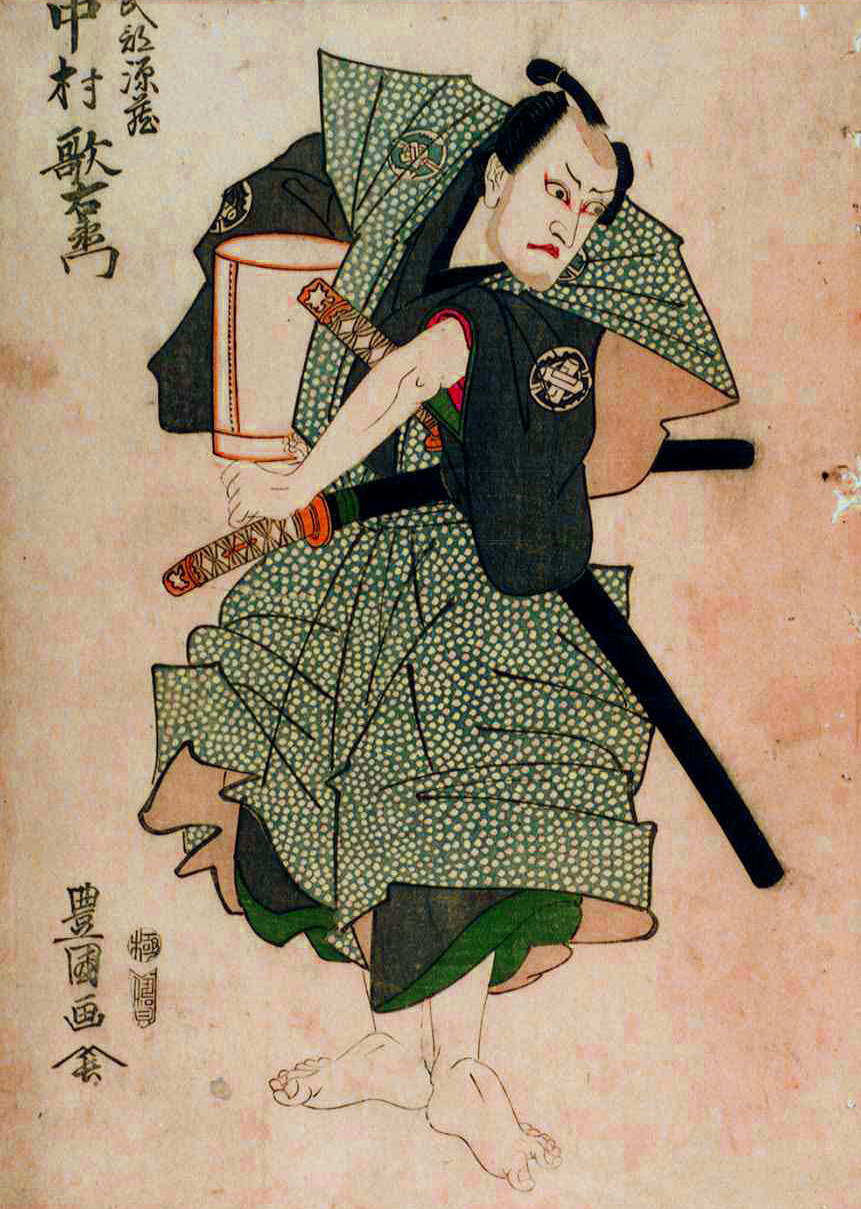
「寺子屋」　三代目中村歌右衛門の武部源蔵。文化8年（1811年）7月、江戸中村座。初代豊国画。
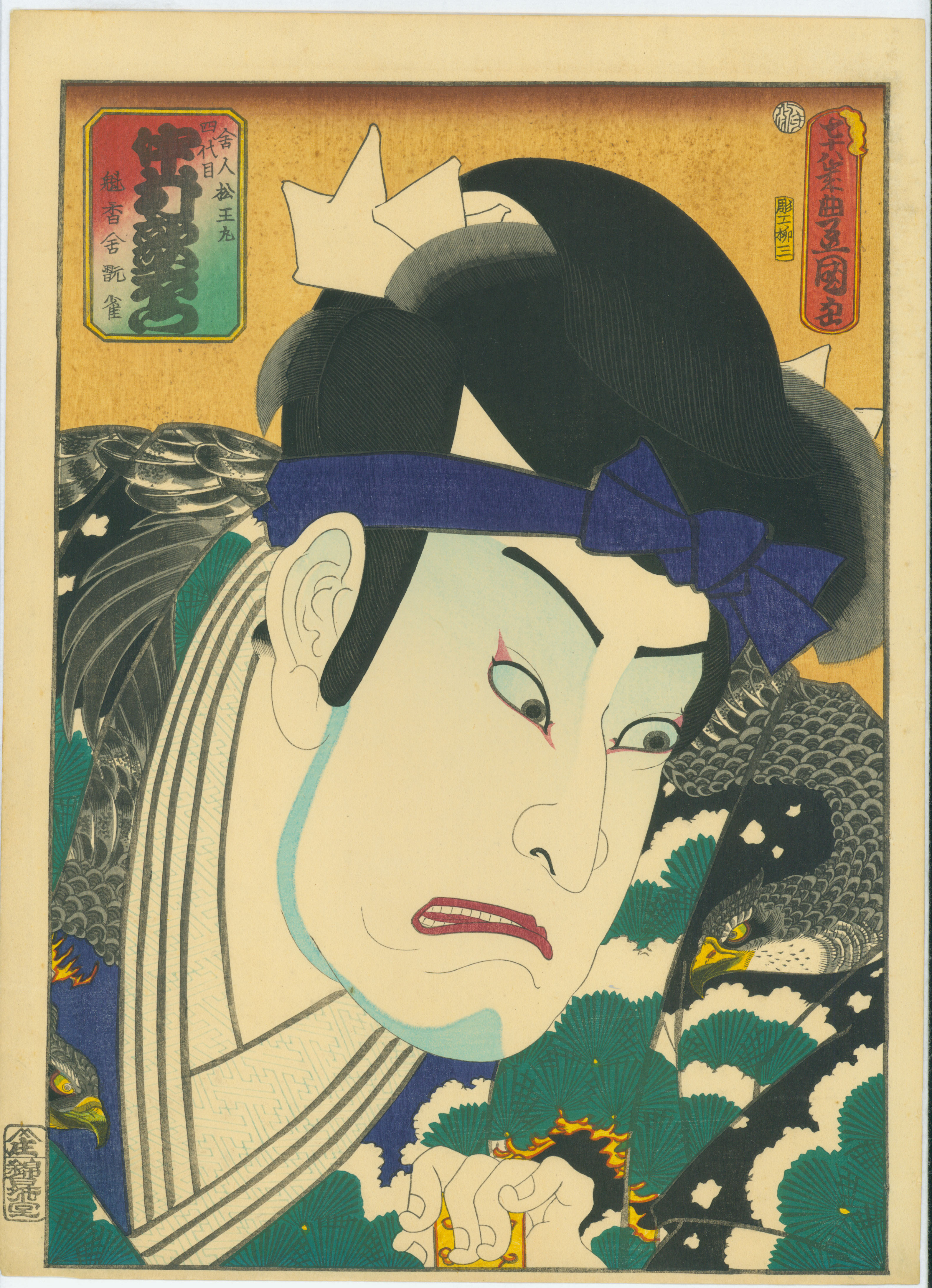
「寺子屋」　四代目中村歌右衛門の舎人松王丸。三代目豊国画。